# Fasanenstraße (Berlin)
Die Fasanenstraße ist eine knapp zwei Kilometer lange Straße in der Berliner City-West im Bezirk Charlottenburg-Wilmersdorf. Ihren heutigen Namen trägt die Fasanenstraße seit 1901 zur Erinnerung an eine 1755 von König Friedrich II. angelegte Fasanerie am Ende des heutigen Verkehrswegs, die 1841 der Anlage des Zoologischen Gartens weichen musste und nach Potsdam verlegt wurde. Frühere Bezeichnungen der Straße lauteten Ringstraße II, Wolfenbütteler Straße und Gravelotter Straße.

## Verlauf und Abschnitte

### Überblick
Die Fasanenstraße führt geradlinig in nord-südlicher Richtung von der Müller-Breslau-Straße (am Charlottenburger Tor bzw. an der Straße des 17. Juni) im Ortsteil Charlottenburg über Hardenbergstraße, Kantstraße, Kurfürstendamm, Lietzenburger Straße, Fasanenplatz (mit Schaperstraße und Ludwigkirchstraße) sowie Pariser Straße bis zum Hohenzollerndamm und endet am Hohenzollernplatz im Ortsteil Wilmersdorf.
In ihrem Verlauf (heute Einbahnstraße in nord-südlicher Richtung von Hardenbergstraße bis Fasanenplatz, durchgehend gebührenpflichtige Kurzparkzone) ändert die relativ verkehrsarme und baumbestandene zweispurige Straße mehrfach ihren Charakter.

### Müller-Breslau-Straße bis Hardenbergstraße
Von der parallel zum Landwehrkanal verlaufenden Müller-Breslau-Straße bis zur Hardenbergstraße grenzt die Fasanenstraße an den südlichen Campus der Technischen Universität Berlin (TUB). Im nördlichsten Teil dieses sehr uneinheitlich bebauten Abschnitts sind Institute der TUB angesiedelt wie das Institut für Kraftwerkstechnik und Apparatebau (KWT) im ehemaligen Kraft- und Fernheizwerk (um 1884, Fasanenstraße 1) sowie das Kessel- und Maschinenhaus (um 1884, Fasanenstraße 1a).
Im Rahmen des 2009 beschlossenen Masterplan Universitäts-Campus City West (UCCW) soll dieser Bereich der Fasanenstraße als zusätzlicher Schwerpunkt im östlichen Unicampus aktiviert und durch entsprechende publikumsbezogene Nutzungen zu einer Promenade der Künste und Wissenschaften entwickelt werden.

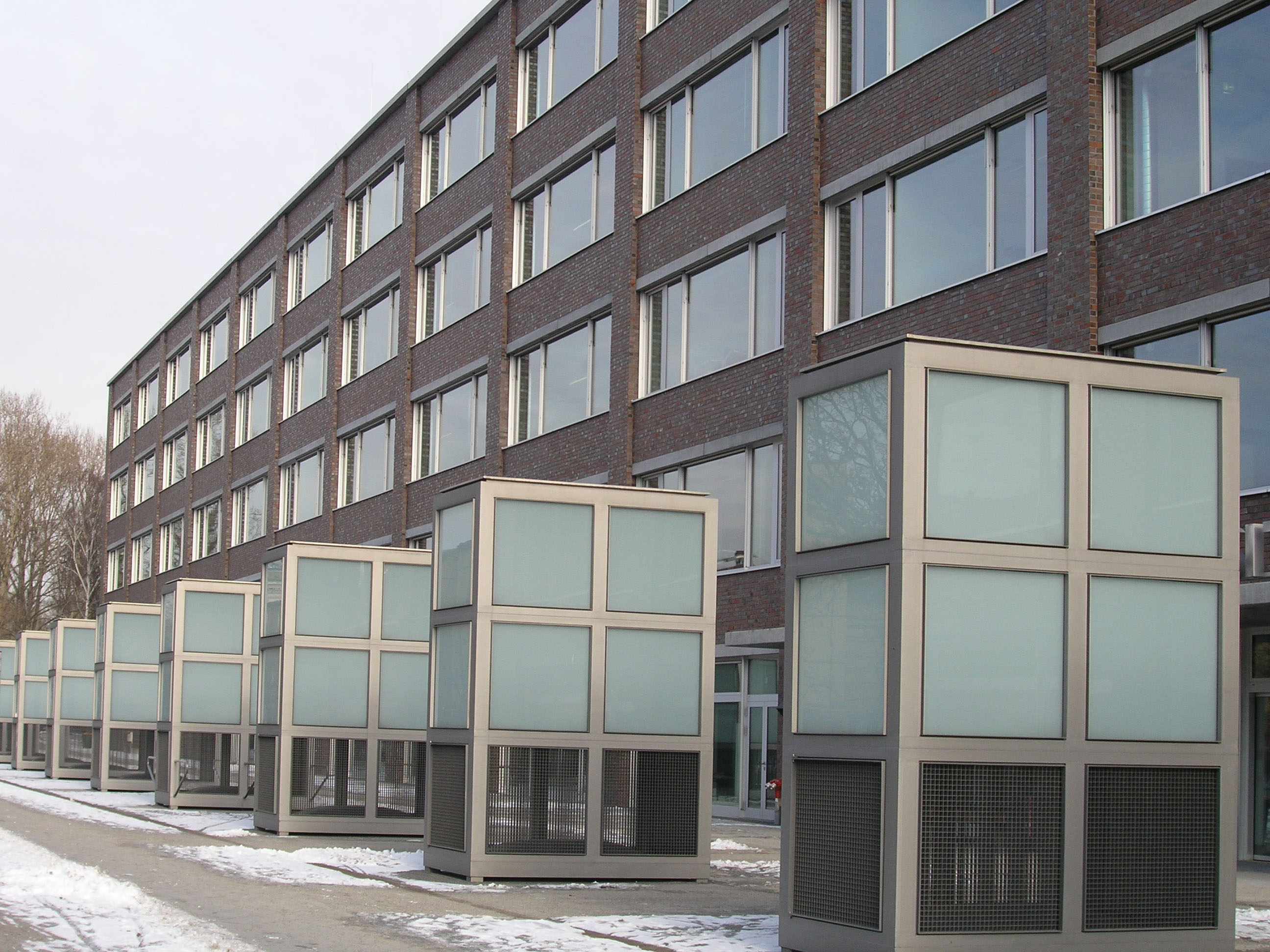
Zentralbibliothek der TU und UdK, Fasanenstraße Ecke Hertzallee

Vor der Einmündung der Hertzallee, die als Fußgängerstraße über das Campusgelände bis zum Ernst-Reuter-Platz ausgebaut werden soll, und gegenüber dem Campus der Universität steht die 2005 eingeweihte gemeinsame Bibliothek der TUB und UdK, die Volkswagen-Bibliothek (Architekten: Lothar Jeromin, Walter A. Noebel).
In diesem Abschnitt hatte Georg Wenzeslaus von Knobelsdorff im Jahr 1742 für Friedrich II. eine Fasanerie angelegt, die sternförmig mit Wegen durchkreuzt war. Den Hauptweg der Fasanerie bildete die heutige Hertzallee und deren Verlängerung auf den TU-Campus. In den Jahren 1846/1847 legte Peter Joseph Lenné anstelle der Fasanerie ein Hippodrom an, das die Fläche zwischen Fasanenstraße, Hertzallee und Müller-Breslau-Straße einnahm. Im Osten reichte der Reitplatz bis in das heutige Zoogelände hinein. Lennés Gestaltung wurde 1875 durch den Bau der Berliner Stadtbahn beeinträchtigt, die das östliche Drittel abtrennte. Sie blieb aber in Teilen bis 1945 bestehen, wobei der größere, westliche Teil als Sportplatz diente.
Auf dem 14.000 m² großen Gelände des alten Wirtschaftshofs des Zoologischen Garten an der Hertzallee wollte die eigens gegründete Gesellschaft World Wheel Berlin bis 2012 ein 175 Meter hohes Riesenrad errichten. Die städtebauliche Entwicklung des Umfeldes sollte hierbei mit dem Riesenrad in Einklang gebracht werden. Der Zoo wurde zur Hälfte am Grundstückserlös beteiligt, den das Land Berlin erzielt hatte und konnte damit einen Neubau auf der Nordfläche des alten Geländes errichten. Zu Füßen des Riesenrades sollte ein Busparkplatz entstehen, wobei das Verkehrskonzept des Berliner Senats davon ausging, dass die überwiegende Zahl der erwarteten zwei Millionen Besucher jährlich mit öffentlichen Verkehrsmitteln anreist. Das Projekt wurde eingestellt.
Südlich der Hertzallee auf der westlichen Straßenseite befindet sich der 1902 fertiggestellte Altbau der ehemaligen Hochschule für Musik (heute Teil der Universität der Künste Berlin, UdK); Architekten: Heinrich Kayser und Karl von Großheim.

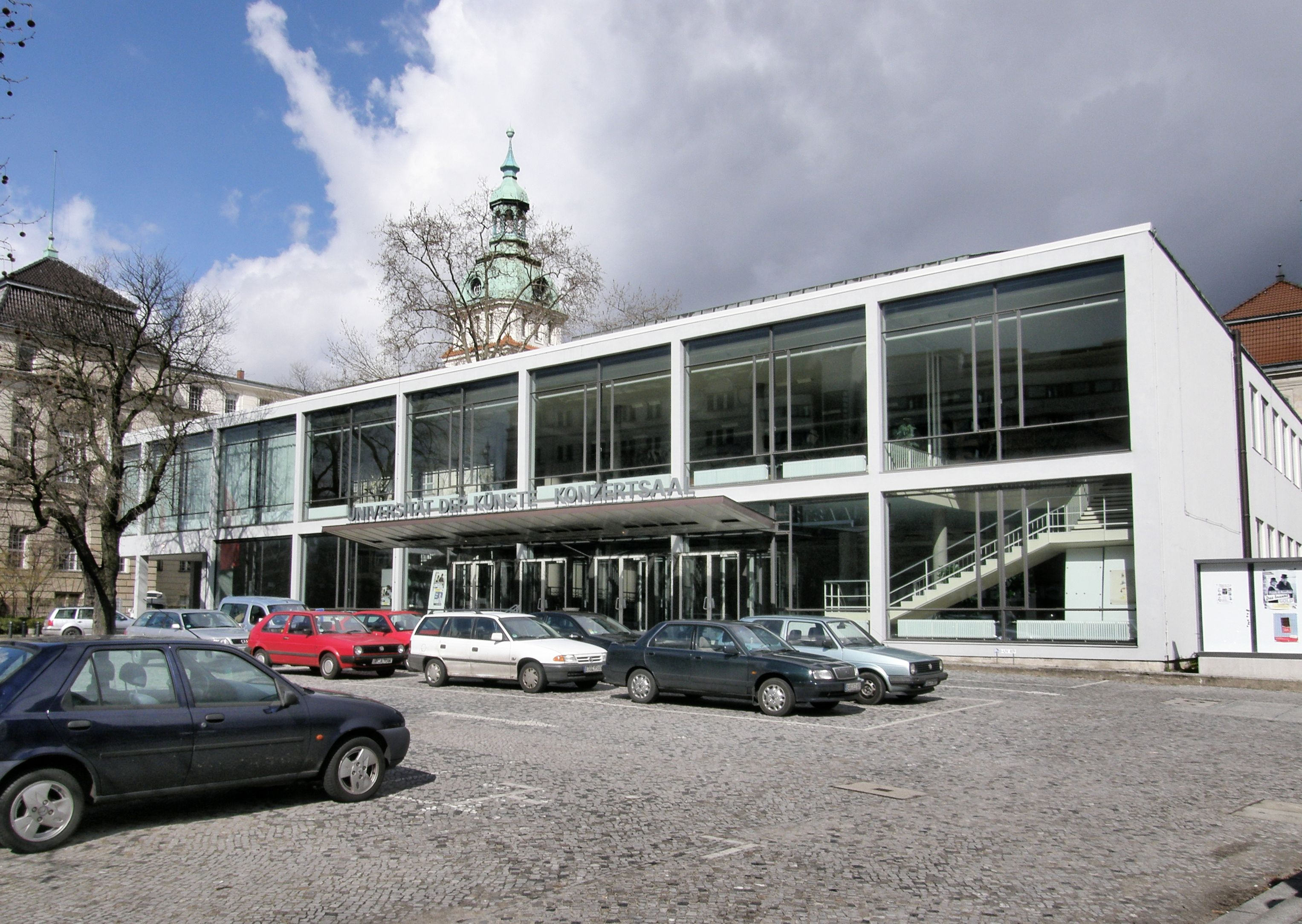
Konzertsaal der Udk

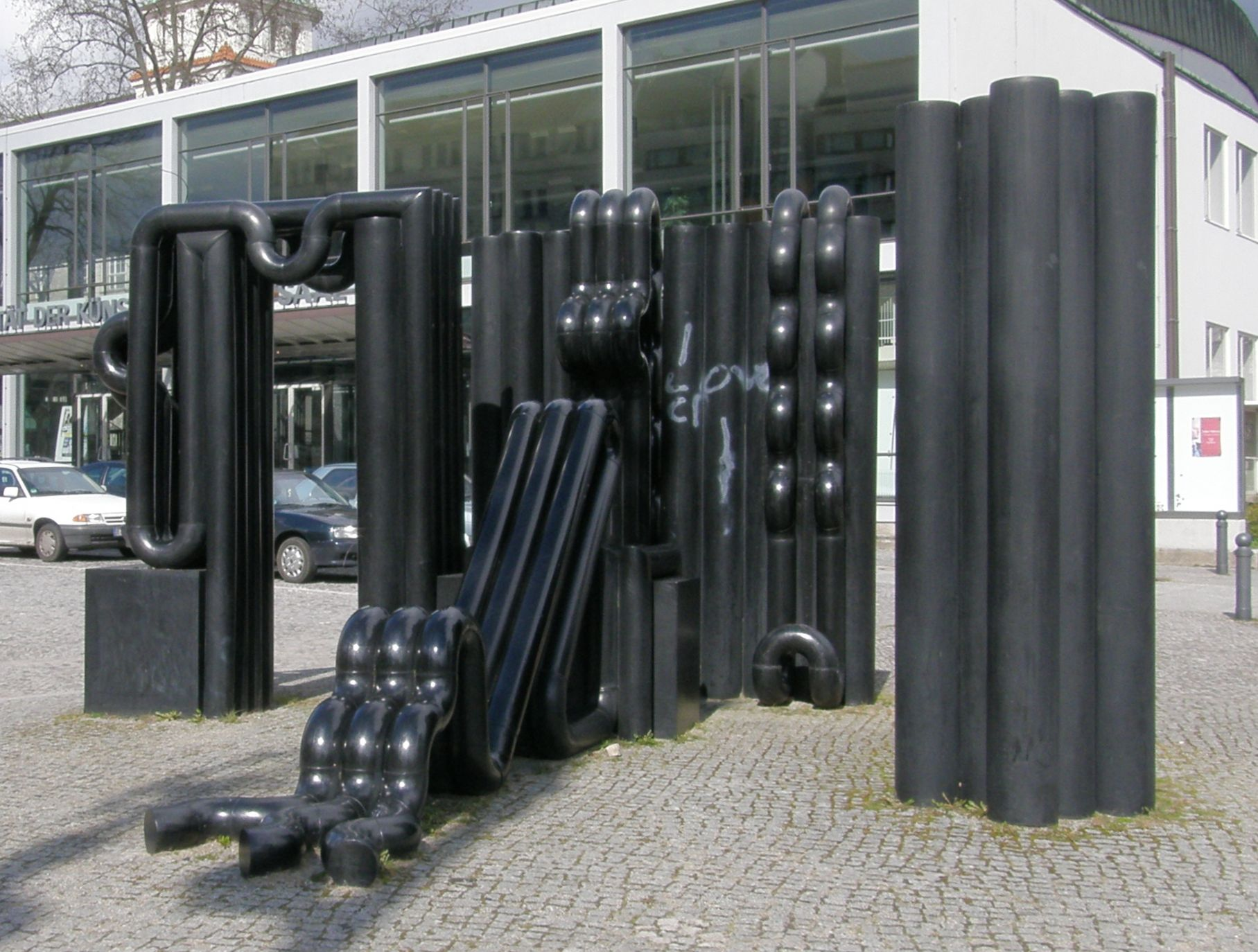
Skulptur von Hans Nagel

Auf dem Gelände des vorderen Bauteils der ehemaligen Musikhochschule an der Ecke Hardenbergstraße steht der zwischen 1952 und 1954 errichtete Konzertsaal der UdK (Architekt: Paul Gotthilf Reinhold Baumgarten). Der unter Denkmalschutz stehende Saal mit seinen 1360 Plätzen und bemerkenswerter Akustik war einer der ersten größeren Nachkriegsbauten in West-Berlin. Baumgarten nahm stilistisch wenig Rücksicht auf die benachbarten Altbauten und setzte vor allem auf Leichtigkeit und Transparenz. Dem Konzertsaal ist an der Hardenbergstraße ein zweigeschossiger verglaster Flachbau als Foyer vorgelagert, durch dessen Fenster die Treppenanlagen sichtbar sind. Die tagsüber eher unauffällige Fassade entfaltet ihre Wirkung bei Dunkelheit, wenn das Licht aus dem Foyer nach außen dringt. An der Fasanenstraße ist die Fassade schlicht und hell mit einfachen Fenstern gestaltet. Von dieser Seite aus ist auch das geschwungene Saaldach zu erkennen. Vor dem Gebäude befindet sich am Rande des Vorplatzes eine schwarze Skulptur von Hans Nagel aus PVC.

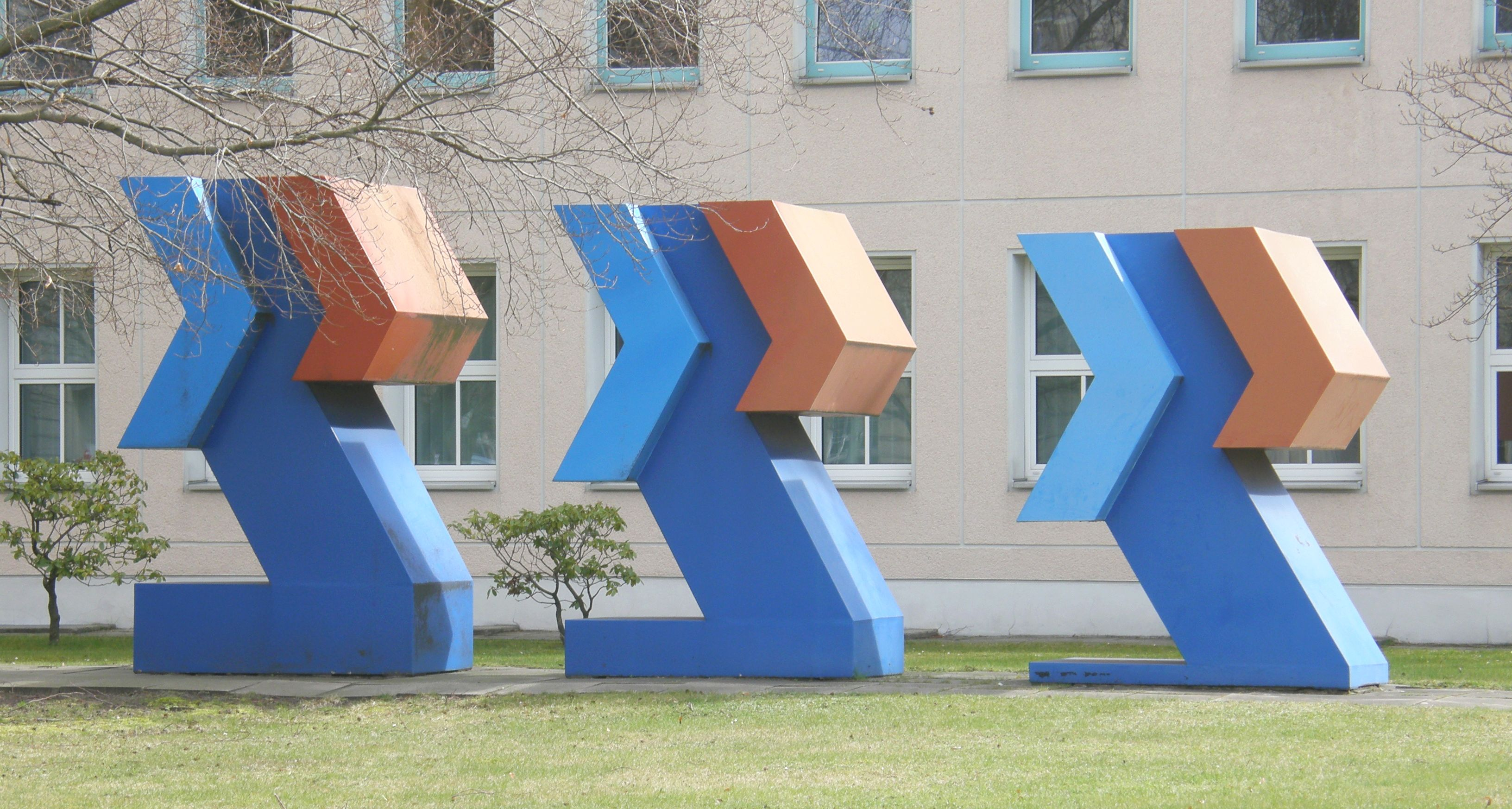
Ein Teil des Skulpturenensembles Stadtzeichen (Raumzeichen)

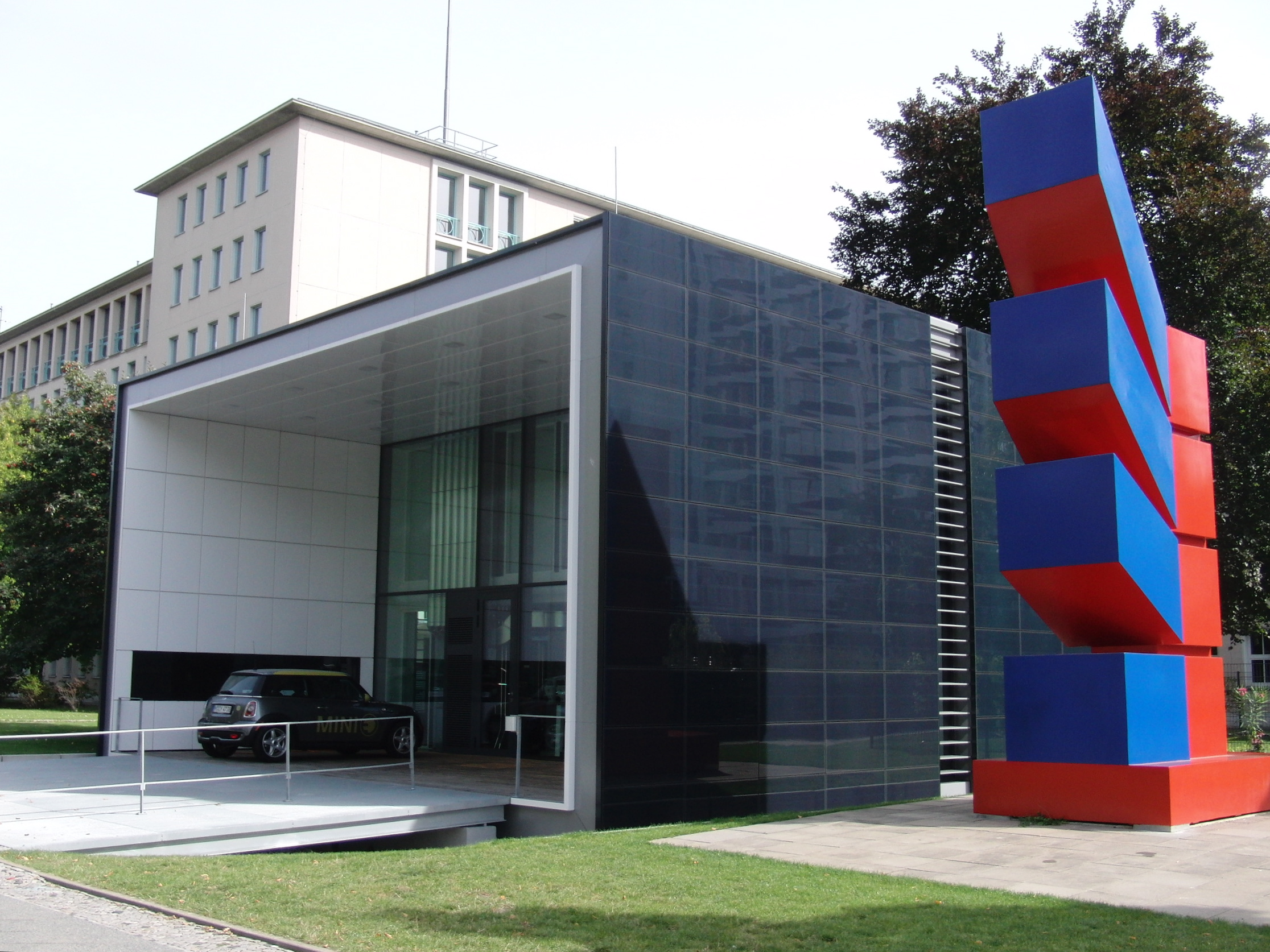
Effizienzhaus Plus mit weiterer Hajek-Plastik, Fasanenstraße 87

Auf der gegenüberliegenden Straßenseite zwischen Hertzallee und Hardenbergstraße zeichnet sich der Nachkriegsbau des Berliner Dienstgebäudes des Bundesamtes für Bauwesen und Raumordnung (BBR) und der Bundesanstalt für Immobilienaufgaben allenfalls durch seine Unauffälligkeit aus. Davor und im Innenhof befindet sich das Skulpturenensemble Stadtzeichen (Raumzeichen) von Otto Herbert Hajek. Das umliegende Areal gerät immer wieder in den Fokus von Stadtplanern, die die gute innerstädtische Lage für zukunftsweisende Bebauungslösungen nutzen wollen. Auf dem Gelände sollte z. B. laut Plänen von Florian Mausbach, dem Präsidenten des BBR, und dem Architekten Josef Paul Kleihues aus dem Jahr 1999 eine Ortslage namens Europolis errichtet werden. Er sollte aus etwa einem Dutzend Neubaublöcken bestehen, die eine Art Central Park im Kleinformat umrahmen, gekrönt von einem 300 Meter hohen Wohnturm. Auch dieses Projekt wurde nicht weiter verfolgt.
Zwischen Ende 2011 und Mitte 2013 konnte das für die Dauer von 15 Monaten von einer Familie bewohnte Effizienzhaus Plus mit Elektromobilität von außen besichtigt werden. Das großflächig verglaste Gebäude erzeugte mehr Energie als es verbrauchte und bot somit einen Blick in die Zukunft des Wohnens. Die überschüssige Energie wurde in Hochleistungsbatterien gespeichert und unter anderem für die Aufladung von Elektrofahrzeuge genutzt.

### Hardenbergstraße bis Kantstraße

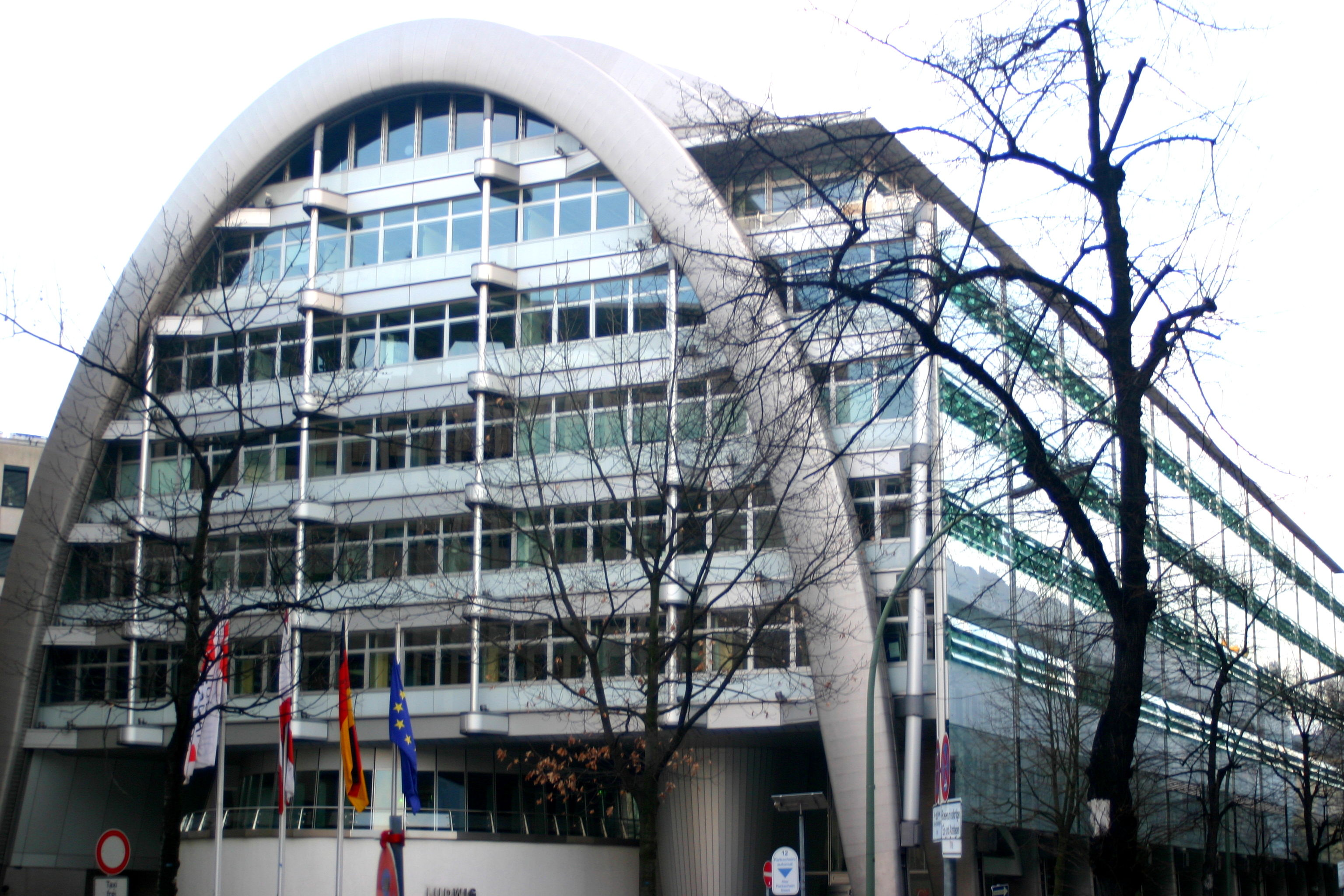
Ludwig-Erhard-Haus, von Norden gesehen

An der Ecke zur Hardenbergstraße steht das ehemalige Gebäude der Industrie- und Handelskammer (1954/1955; Architekten: Franz Heinrich Sobotka und Gustav Müller), dem sich an der Fasanenstraße ein zugehöriger Neubau anschließt: das architektonisch außergewöhnliche Ludwig-Erhard-Haus (1994–1998; Architekt: Nicholas Grimshaw) – im Volksmund „Gürteltier“ genannt. Auf einem Teil des heutigen Grundstücks des Ludwig-Erhard-Hauses stand zuvor das Vereinshaus der Berliner Kaufleute und Industriellen, ein Baudenkmal der 1950er Jahre.
Gegenüber dem Ludwig-Erhard-Haus, im früheren Gebäude der Deutschen Ueberseeischen Bank, befindet sich die Bibliothek des Konservatismus, eine wissenschaftliche Spezialbibliothek, die das gesamte geistesgeschichtliche Spektrum des Konservatismus erschließt.
Über einen begrünten Innenhof mit Restaurant, unter dem sich eine Tiefgarage befindet, ist die Fasanenstraße nebenan mit der parallel verlaufenden Uhlandstraße verbunden.

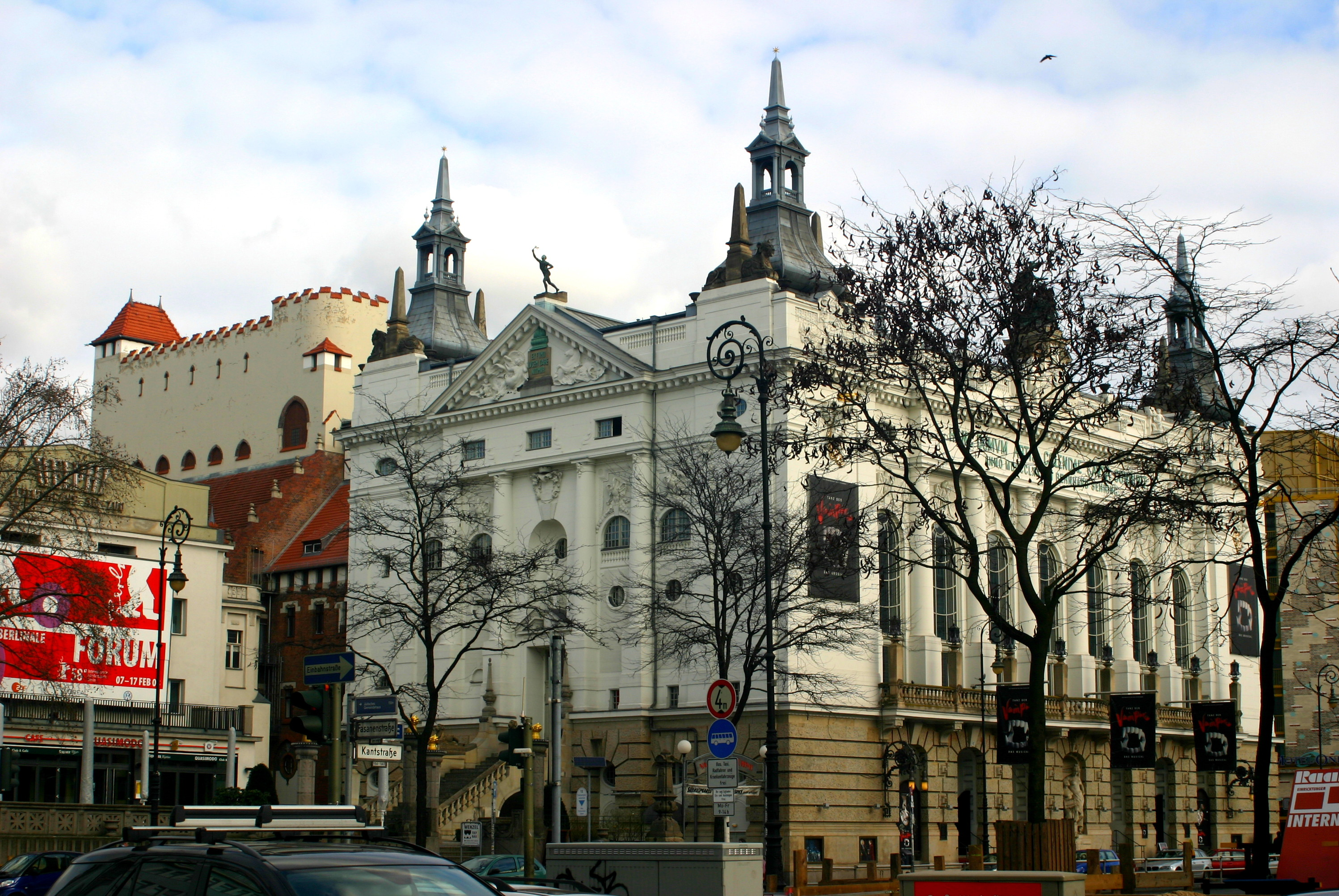
Theater des Westens an der Kantstraße von der Fasanenstraße gesehen

Das 1930 eröffnete und bei Geschäftsleuten und Prominenten, die auf Luxus in Verbindung mit Diskretion Wert legen, beliebte Savoy Hotel kurz vor der Ecke Kantstraße galt zu Zeiten des Kalten Krieges als beliebtes Quartier für Mitarbeiter westlicher Geheimdienste. In der ehemaligen Havanna Bar des Hotels, die 1984 den Namen Times Bar aufgrund einer zentralen Säule erhielt, an der die Uhrzeiten der Metropolen der Welt angezeigt werden, verkehrte unter anderem bereits Thomas Mann.
Schräg gegenüber befindet sich etwas erhöht der traditionsreiche, an das Theater des Westens angrenzende Delphi Filmpalast (1927/1928; Architekt: Bernhard Sehring). Das Delphi-Palais, wie es damals hieß, wurde als Tanzlokal errichtet und nach starker Kriegszerstörung durch Fliegerbomben im Jahr 1943 bereits kurz nach Kriegsende wieder für Tanzveranstaltungen genutzt, die anfänglich im Erdgeschoss stattfanden. Außerdem lockten Jazz-Jamsessions interessierte Berliner und Besatzungssoldaten hierher. Künstler, die hier musizierten, waren Helmut Zacharias und Fritz Schulz-Reichel am Klavier. In den Jahren 1948/1949 waren alle Kriegsschäden beseitigt und die Einrichtung wurde zum Kino Delphi – Filmpalast am Zoo mit rund 1200 Plätzen (1981 auf 725 Plätze reduziert). Bei den Reparatur- und Umbauarbeiten erhielt das Gebäude seinen ursprünglich zur Kantstraße gelegenen Haupteingang nun an der Fasanenstraße. Damals hatte es die größte Leinwand und die modernste technische Kinoausrüstung Berlins. Ava Gardner, Gary Cooper und James Stewart feierten hier Premieren und brachten etwas Hollywood-Glamour in die Fasanenstraße. In den 2010er Jahren ist der Delphi-Filmpalast als Filmkunstkino mit gehobenem Filmangebot eine Institution in Berlin und eines der wenigen Berliner Kinos mit Vorführtechnik für klassische 70-mm-Filme. Der ursprüngliche Betreiber Walter Jonigkeit (1907–2009) residierte noch mit 102 Jahren bis kurz vor seinem Tod im Büro seines Kinos.
Vom Theatergarten und heutigen Biergarten an der Ecke zur Kantstraße ist der prunkvolle ursprüngliche Haupteingang des Theaters des Westens (1895/1896; Architekt: Bernhard Sehring) zu sehen, der über die Kaisertreppe erreicht wurde. In dem Haus war Anfang der 1920er Jahre die Große Volksoper untergebracht. Die Gartenanlage, die Kaisertreppe, sowie die historischen Fassaden des Delphi wurden 1997/1998 rekonstruiert.
Unterhalb des Delphi befindet sich der Jazzkeller Quasimodo, einer der ältesten Berliner Jazzclubs, in dem seit 1969 Lifemusik (Jazz, Funk, Soul, Latin, Blues, Rock) gespielt wird. Im Erdgeschoss zur Kantstraße hin gibt es ein gleichnamiges und mit dem Kino verbundenes Café.
Die Künstlerbewegung Berliner Secession um Max Liebermann, Max Slevogt, Lesser Ury und Lovis Corinth wurde 1899 in einem von März bis April 1899 von dem Architekten Hans Grisebach errichteten ersten Ausstellungshaus auf dem späteren Delphi-Gelände an der Kantstraße 12 gegründet. Dort wurden von der Eröffnung am 20. Mai 1899 bis zum Umzug zum Kurfürstendamm 208/209 im Jahr 1905 Werke damals umstrittener Künstler gezeigt.
Das zwischen 1954 und 1956 errichtete Büro- und Geschäftshaus (Volkswohlbund-Haus; Architekt: Curt Hans Fritzsche) Kantstraße 13 bildet die nordwestliche Ecke zur Kantstraße. Als typisches Beispiel für die Architektur der 1950er Jahre steht es heute unter Denkmalschutz. Kennzeichnend sind die horizontale Gliederung durch Fensterbänder, einen Balkon im ersten Obergeschoss und das auskragende Dachgesims. Die Ecke wird durch die Abrundung und eine vertikale Fensteranordnung mit Lisenen betont und von einer Rotunde auf dem Dach als Dominante und höchstem Element bekrönt. Das Gebäude wurde 2006 restauriert und mit einem stilistisch angepassten Dachaufbau erweitert.

### Kantstraße bis Kurfürstendamm
Zwischen Kantstraße und Kurfürstendamm befindet sich eine Reihe interessanter Bauten:

#### Kant-Dreieck

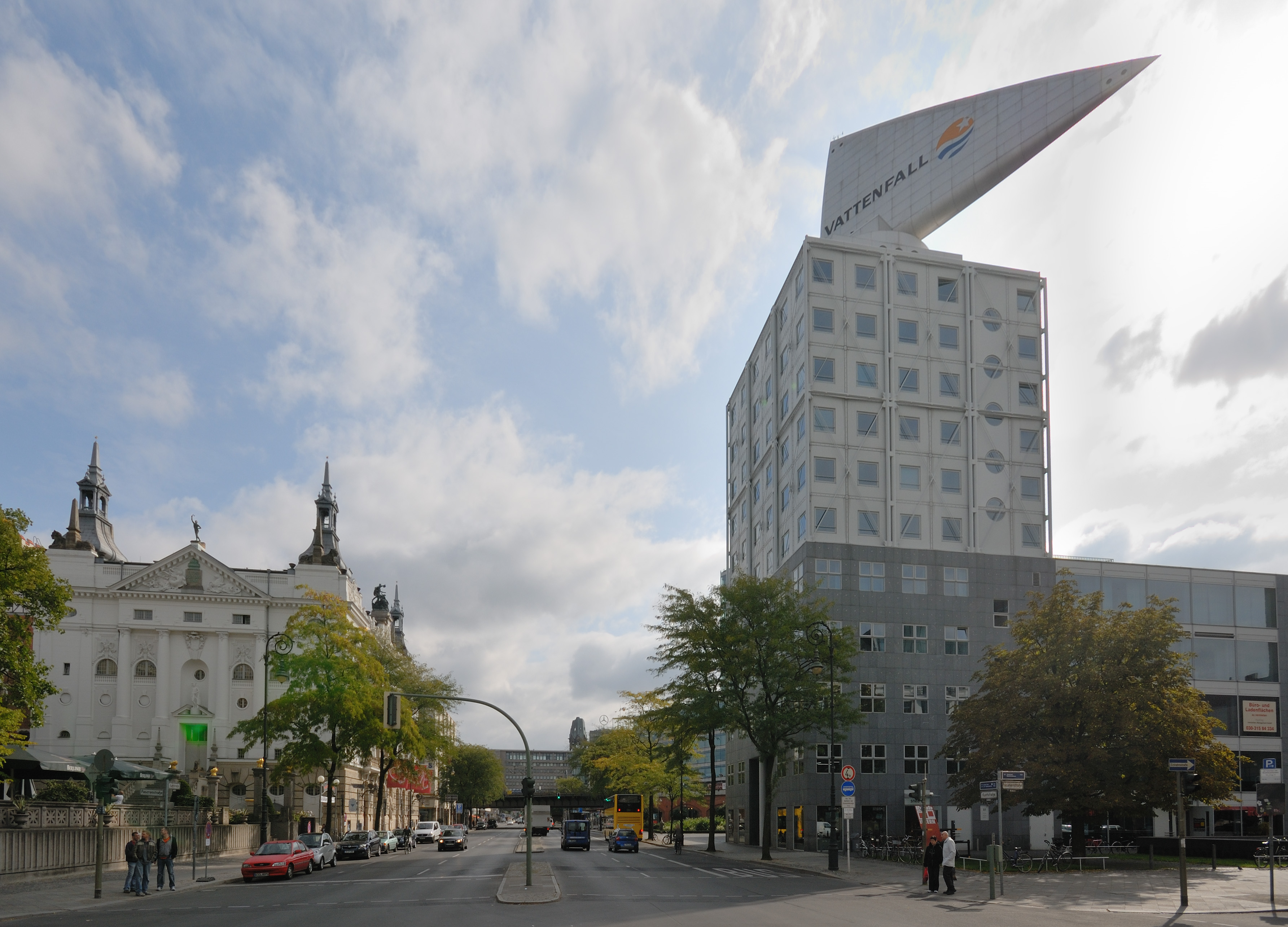
Theater des Westens (links), Hochhaus von Josef Paul Kleihues (rechts)

Die nach Kriegszerstörungen nur mit eingeschossigen Gebäuderesten bebaute Dreiecksfläche zwischen Kantstraße, Fasanenstraße und Stadtbahn wurde Anfang der 1990er Jahre unter Berücksichtigung der Ergebnisse eines städtebaulichen Ideenwettbewerbes bebaut. Ziel der Neubebauung des sogenannten „Kant-Dreiecks“ war eine deutliche Abgrenzung gegenüber der westlich der Fasanenstraße anschließenden gründerzeitlichen Blockbebauung.
Direkt gegenüber dem Theater des Westens erhebt sich nun ein elfgeschossiges Hochhaus, das in 36 Metern Höhe von einem beweglichen Segel aus genietetem Blech gekrönt wird (1992–1995; Architekt: Josef Paul Kleihues).
Das Bebauungskonzept war zur Bauzeit mit Verweis auf die Gebäudehöhen im Umfeld auf die realisierten elf Geschosse reduziert worden. Der ursprüngliche Entwurf sieht – anstelle des auf dem fünfgeschossigen Gebäudesockel aufsetzenden sechsgeschossigen Würfels – einen in der Höhe verdoppelten zwölfgeschossigen Turmaufbau vor.
Aufgrund der in der zweiten Hälfte der 1990er Jahre auf südlich des Kant-Dreiecks gelegenen Flächen (ehemaliges Victoria-Areal) realisierten 16-geschossigen Bebauung und anderer – im weiteren Umfeld erteilter – Baugenehmigungen soll die vom Bauherrn beabsichtigte Aufstockung der Turmbebauung des Kant-Dreiecks auf 17 Geschosse nunmehr entsprechend einem aktuellen Bebauungsplan gestattet werden.
Im Keller des Hauses wurde im Dezember 2006 nach eineinhalbjähriger Bauzeit der Nobel-Club Cascade eröffnet. Ein russischer Investor hat hier 1,8 Millionen Euro investiert. In den ehemaligen Räumen der Raab Galerie legen wechselnde DJs vor allem House-Musik auf. Von der Bar aus blickt man durch die verglaste Front auf die Wasserkaskade, nach der der Club benannt war. Seit September 2013 befindet sich in diesen Räumlichkeiten der Club The Pearl.

#### Künstlerhaus St. Lukas

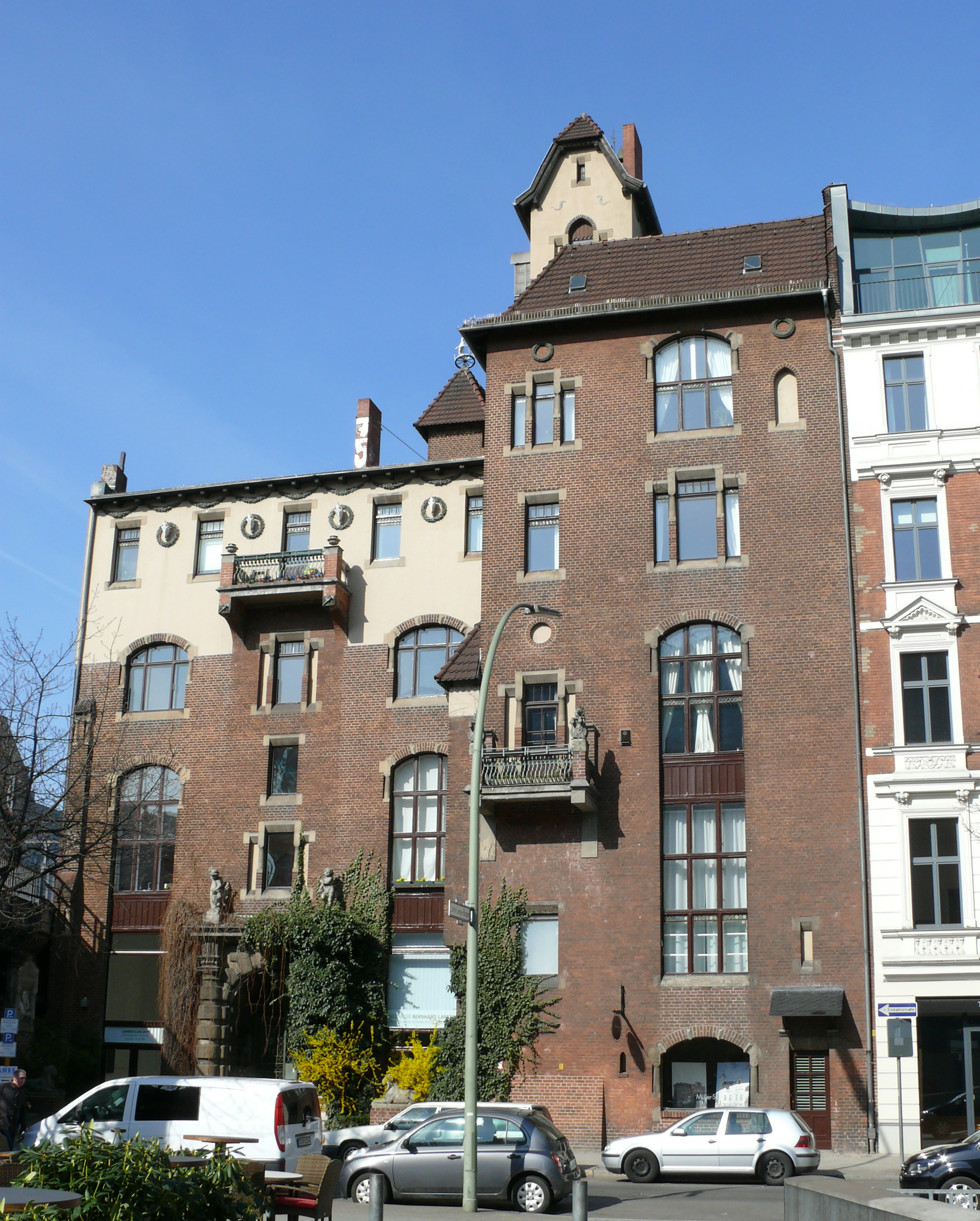
Künstlerhaus St. Lukas

Das Gebäude Fasanenstraße 13 ist in einem interessanten eklektischen Stil errichtet (1889/1890; Architekt: Bernhard Sehring). Die Namensgebung des Hauses ehrt den Schutzpatron der Maler und Ärzte, Sankt Lukas. Durch das große schmiedeeiserne Tor ist nur ein Teil der mächtigen Anlage zu sehen, die um einen efeuberankten Brunnenhof angelegt wurde. Das burgartige Gebäude aus Rathenower Ziegeln errichtet mit teilweise zweigeschossigen Wohnungen wird durch Erker, Zinnen, Türmchen, Balkone, sowie teilweise bizarre Details geprägt (Pferdeköpfe, Lorbeerkränze, Berliner Bären, ägyptische Löwen auf dem Hof, einen aus Bleiplatten geformten und farbig angemalten Storch auf dem Dach). Das von den Bären gehaltene Wappenschild trägt die Initiale des Architekten: S. Auf dem höchsten Punkt des Daches gibt es eine Wetterfahne, auf der St. Florian, der Schutzpatron gegen Feuersbrunst, mit einem Modell des Hauses und einer Gießkanne dargestellt ist. Auf der Spitze der Wetterfahne steht ein Fasan, der damit auf die Geschichte der Straße verweist. Der Baumeister war auch zugleich Eigentümer dieses Wohnhauses.
Das Haus beherbergte neben dem Wohnbereich des Eigentümers 20 Ateliers für Bildhauer und Maler, zu denen zeitweise Ernst Barlach, Karl Ludwig Manzel, Rudolf Marcuse und Max Kruse (der zusammen mit seiner Ehefrau Käthe Kruse hier lebte und arbeitete) gehörten. Max Kruse gestaltete in seinem Atelier u. a. die Figur des Siegesboten von Marathon, für die ihm die Kunstakademie 1881 die Goldmedaille zuerkannte. Weitere namhafte Bewohner des Künstlerhauses waren Ende der 1920er Jahre Alexander Zschokke, Heiny von Widmer, Nikolaus Friedrich.
Sehring selbst sorgte dafür, dass regelmäßig kaufkräftige Gäste eingeladen wurden, denn nur wenn die Künstler gute Einnahmen erzielten, konnte er auch die Mieten kassieren. Es entwickelten sich die Freitagabende, bei denen die Besucher mit einem Glas Sekt empfangen, dann zum Essen in die auf dem Hof befindliche Künstlerklause zum St. Lukas geführt und anschließend zum Besuch der Ateliers animiert wurden. Etliche Kunstwerke wechselten dort ihre Besitzer.
Als Verwalter des Hauses fungierte ab 1902 Gustav Wannche, der es später erwarb. Nach ihm wurde sein Schwiegersohn W. Jaenisch Eigentümer und gab es 1956 in die Hände seiner Tochter Anni Jänisch. Diese ließ das Gebäude anlässlich des hundertjährigen Bestehens denkmalgerecht sanieren und erhielt für diese Aktion die Ferdinand-von-Quast-Medaille für vorbildliche denkmalgerechte Instandsetzung.
Auch heute noch werden einige Ateliers und Wohnungen von Künstlern genutzt. In dem Haus befindet sich die bekannte Galerie Springer & Winckler.

#### Viadukte

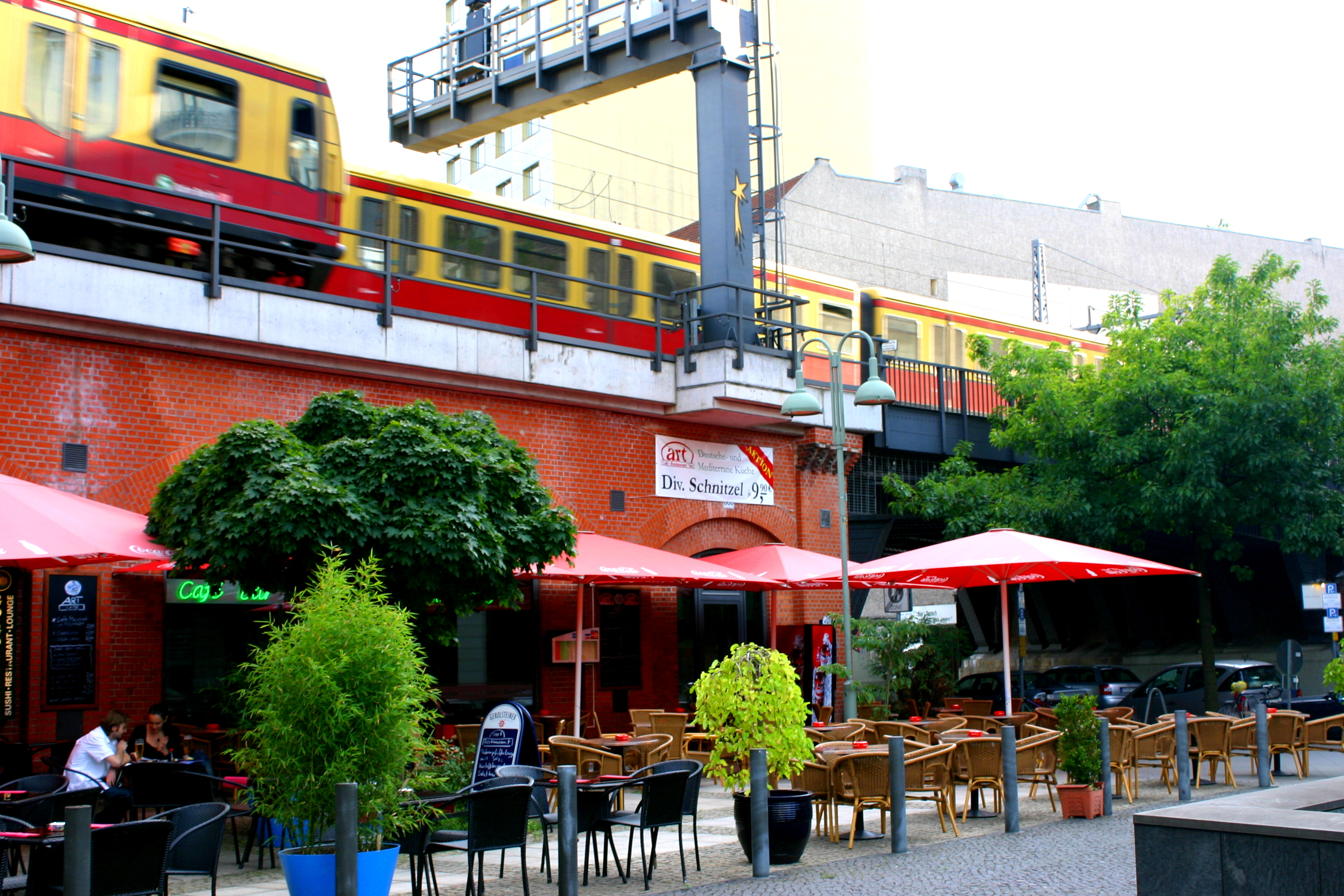
Bahn-Viadukte an der Fasanenstraße

Die Viadukte der Berliner Stadtbahn und der Fernbahn, kreuzen auf diesem Abschnitt die Fasanenstraße und begrenzen das Kant-Dreieck. In den an den fußläufigen „Lotte-Lenya-Bogen“ anschließenden „Fasanenbögen“ unter den Viadukten befinden sich beidseitig zugängliche Geschäfte und gastronomische Betriebe. Entlang der Bögen ist ein Durchgang von der Fasanenstraße zu dem neu erbauten Quartier Neues Kranzler Eck (Architekt: Helmut Jahn) und zur Kantstraße möglich. Geplant ist die Einrichtung eines durchgängigen Fußweges entlang der Stadtbahnviadukte zwischen den Bahnhöfen Savignyplatz und Zoologischer Garten. Ein Trödelmarkt, der sich auf der dafür notwendigen Trasse Richtung Savignyplatz direkt an der Fasanenstraße befand, wurde 2008 beseitigt. Ein Durchgang Richtung Savignyplatz wird aber noch durch eine ehemalige Tankstellenanlage an der parallel verlaufenden Uhlandstraße verhindert.

#### Ehemaliges Jüdisches Gemeindehaus
Das ehemalige Jüdische Gemeindehaus (1957–1959; Architekten: Dieter Knoblauch und Heinz Heise) befindet sich an der Stelle der 1912 eingeweihten Synagoge, die in der Pogromnacht 1938 ausbrannte. Vor dem Neubau des Gemeindehauses wurden das alte Portal, die Skulptur einer zerstörten Thorarolle, sowie ein Gedenkstein für die im Holocaust ermordeten Juden aufgestellt. Eine Gedenktafel an dem Gebäude, das heute unter anderem für die Jüdische Volkshochschule sowie ein koscheres Restaurant genutzt wird, erinnert an die Widerstandskämpferin Recha Freier.

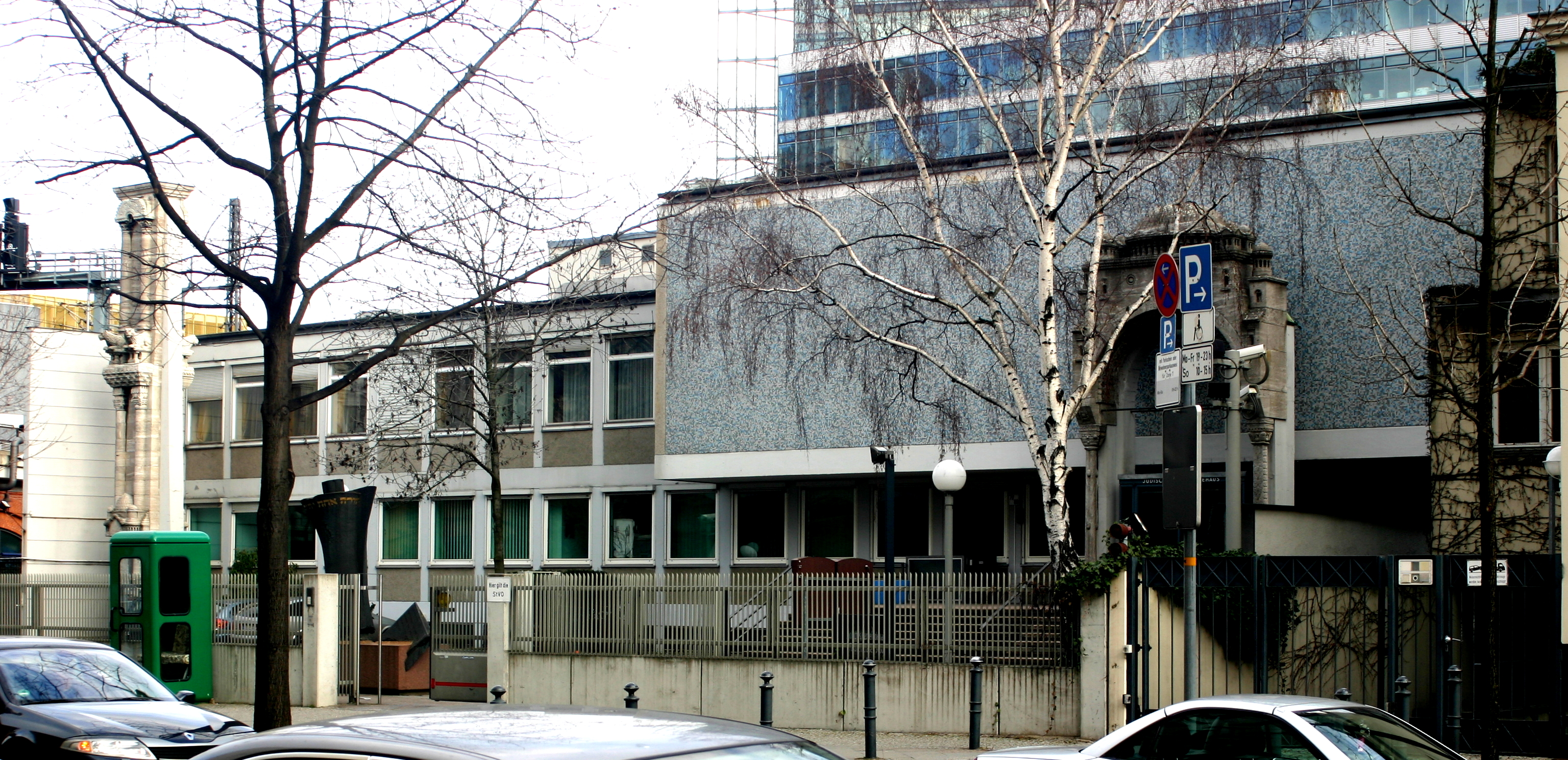
Ehemaliges Jüdisches Gemeindehaus in der Fasanenstraße

Mit gut 8.300 Mitgliedern ist die Berliner Jüdische Gemeinde die größte in Deutschland. Nach dem Fall der Mauer hat sich das jüdische Leben wieder mehr in die historische Mitte Berlins verlagert. Dort – um die Oranienburger Straße und das ehemalige Scheunenviertel herum – liegen die Wurzeln der Gemeinde und viele Baudenkmäler erinnern an die wechselvollen Geschichte der Berliner Juden.
Im Juli 2006 hat die Jüdische Gemeinde ihren Sitz von der Fasanenstraße in das Centrum Judaicum (Neue Synagoge) an der Oranienburger Straße verlegt. Zu dem auch aus Platzgründen erforderlichen Umzug, von dem der Vorstand, die Dezernate und die Geschäftsführung sowie der Jüdische Kulturverein betroffen sind, hatte aus Sicherheitserwägungen auch die Berliner Senatsinnenverwaltung gedrängt. Im bisherigen Gemeindehaus wurde eine Servicestelle eingerichtet, in der die Mitglieder u. a. auch Synagogen- und Konzertkarten erhalten können.
Am 9. November 1969 wollte die linksextreme Terrorgruppe Tupamaros West-Berlin einen Bombenanschlag auf die Gedenkveranstaltung zu den Novemberpogromen von 1938 verüben. Die Bombe, die nach Angaben der Berliner Polizei viele Opfer unter den 250 Teilnehmern gefordert hätte, zündete jedoch nicht. Sie war von Peter Urbach geliefert worden, einem V-Mann des West-Berliner Verfassungsschutzes in der linken Szene.
Nach der Oktoberrevolution im Jahr 1917 wohnten zahlreiche jüdische Intellektuelle aus Russland in Charlottenburg, insbesondere im Gebiet um die Kantstraße und den Kurfürstendamm, weshalb es von den Berlinern auch Charlottengrad genannt wurde. Anfang der 1920er Jahre erschienen nirgendwo so viele russische Bücher wie in Berlin und es kam zu einer kurzen Blüte des Berliner Westens als geistiger Ersatzhauptstadt der russischsprachigen Welt. Heute hat Berlin (außerhalb von Israel) die am schnellsten wachsende jüdische Gemeinde der Welt, denn viele neue Berliner sind Juden aus der ehemaligen Sowjetunion, sodass der Ortsteil Charlottenburg gelegentlich schon wieder „Charlottengrad“ genannt wird.

#### Villa Ilse

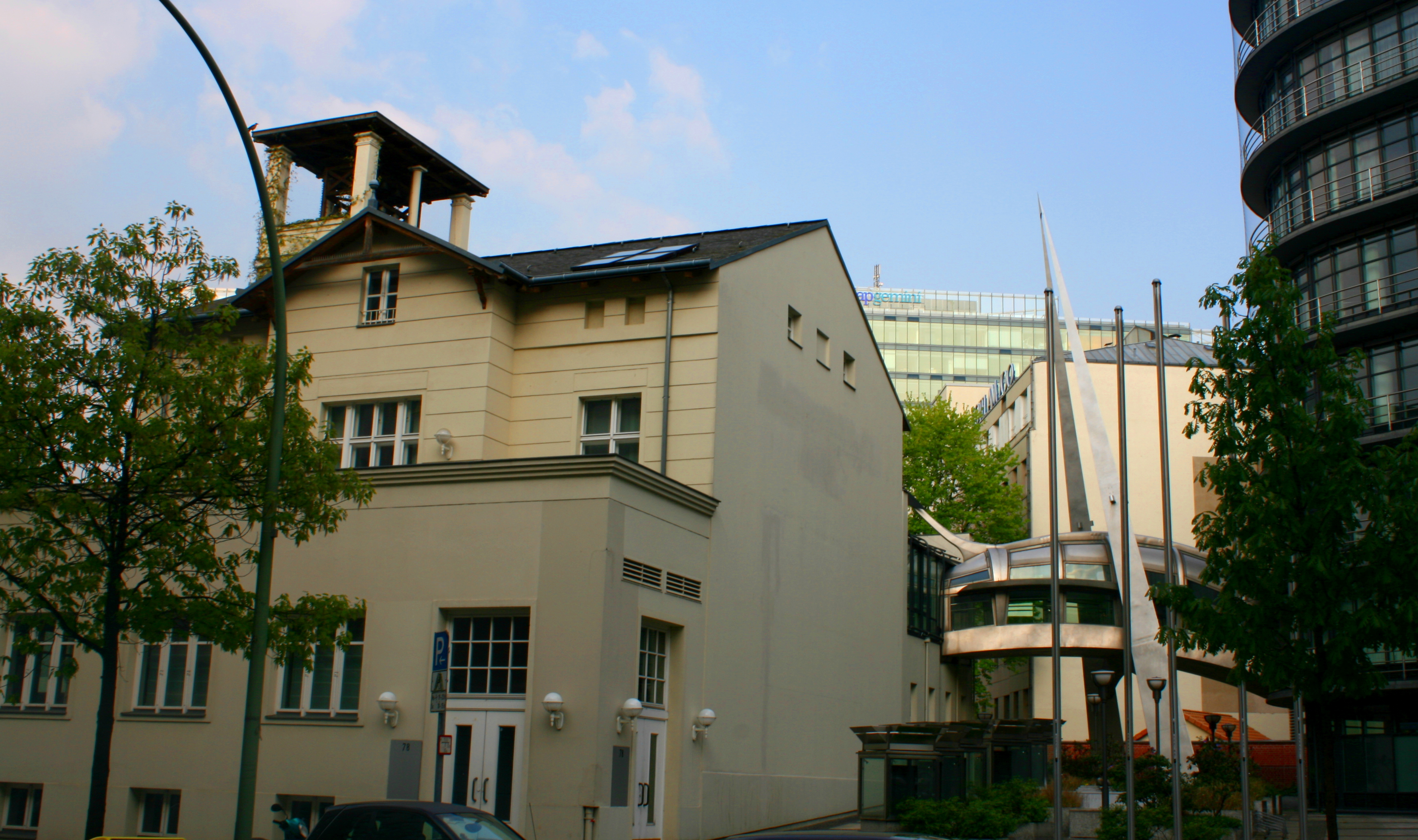
Villa Ilse mit der Gebäudebrücke Phoenix

Die Villa Ilse wurde von ihrem Bauherrn Leopold Ilse im einstigen Hochschulviertel zwischen Hardenbergstraße und Kurfürstendamm im italienischen Villenstil errichtet (1872–1874; Architekt: H. Sobotta). Stilistisch ist das Gebäude mit seinem – von einem Pyramidendach gekrönten – Aussichtsturm von Schinkel beeinflusst. Die Straßenfassade wurde durch einen Verandavorbau aus dem Jahr 1922 stark verändert, über dem man noch den typischen Quergiebel und das Obergeschoss mit dem Mittelvorbau erkennt.
Das Gebäude war bis zu deren Abriss 2011 über die extravagante Gebäudebrücke Phoenix (1995; Entwurf: Mona Fux) mit den als Glas- bzw. Steinhaus bezeichneten ehemaligen Berliner Verwaltungsgebäuden (1991–1993; Architekt: Wolf-Rüdiger Borchardt) des Bankhauses Löbbecke verbunden, das im November 2006 in das Behren-Palais am Bebelplatz, die neue Hauptstadtrepräsentanz des Hamburger Bankhauses M.M.Warburg & CO, im alten Berliner Bankenviertel im Ortsteil Mitte umgezogen ist. Neuer Nutzer des Hauses sind seit Sommer 2012 die Berggruen-Holdings.

#### Hotel Bristol (ehemals: Kempinski)

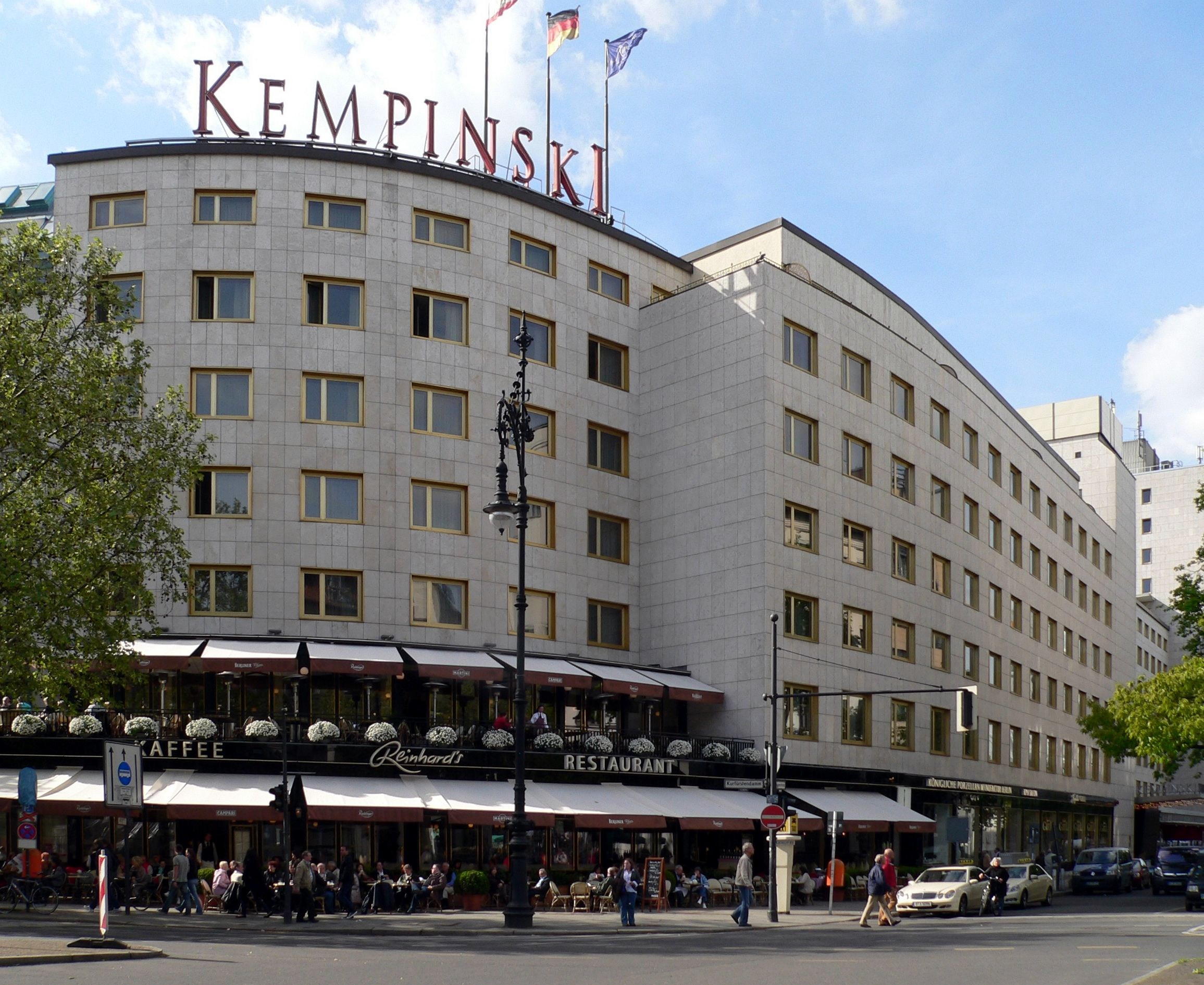
Hotel Bristol Berlin (vor der Umbenennung) an der Fasanenstraße Ecke Kurfürstendamm

Das Hotel Bristol Berlin (1951/1952; Architekt: Paul Schwebes) an der abgerundeten Ecke zum Kurfürstendamm ist als Hotel Kempinski bekannt und legendär und war bis in die 1970er Jahre das einzige Luxushotel Berlins. 2017 wurde es nach Beendigung eines Management-Vertrages umbenannt. Bereits 2006 wurde das Gebäude durch ein zweigeschossiges Café und Restaurant mit Aussichtsterrasse (als Ersatz für das zuvor dort befindliche Kempinski-Eck) erweitert.
Das Haus mit seiner – unter Denkmalschutz stehenden – Sandsteinfassade war der erste Hotelneubau West-Berlins nach dem Zweiten Weltkrieg und galt lange Zeit als Inbegriff für erstklassige Berliner Hotellerie mit illustren Gästen wie Sophia Loren, Gregory Peck, Cary Grant, dem Dalai Lama, Michail Gorbatschow, Mick Jagger, Tina Turner und Fidel Castro. Nach der politischen Wende verlor das Hotel an Bedeutung, 2015 wurden Abrisspläne bekannt, und 2016 gab das Hotel seine Dehoga-Sterne zurück. 2017 hat der Eigentümer allerdings wieder kräftig investiert, so wurden zum Beispiel die Lobby Lounge und das Café renoviert.
Der ursprüngliche Name Kempinski geht auf die später enteigneten jüdischen Besitzer des seit 1926 an diesem Ort befindlichen vornehmen Restaurants zurück, in dem täglich 2000 Gäste bewirtet wurden. Gemäß der Philosophie und Marketingstrategie der Besitzer wurden dort auch halbe Portionen zu halben Preisen für die weniger Betuchten angeboten. Beim Neubau wurde die der historischen Bebauung entsprechende gerundete Ecke beibehalten. Im Erdgeschoss des heutigen Hauses befinden sich die elegante Bristol Bar, das Restaurant Bristol Grill (ehemals: Kempinski Grill), das Reinhards am Kurfürstendamm, das Bristol Café, sowie einige Modegeschäfte.

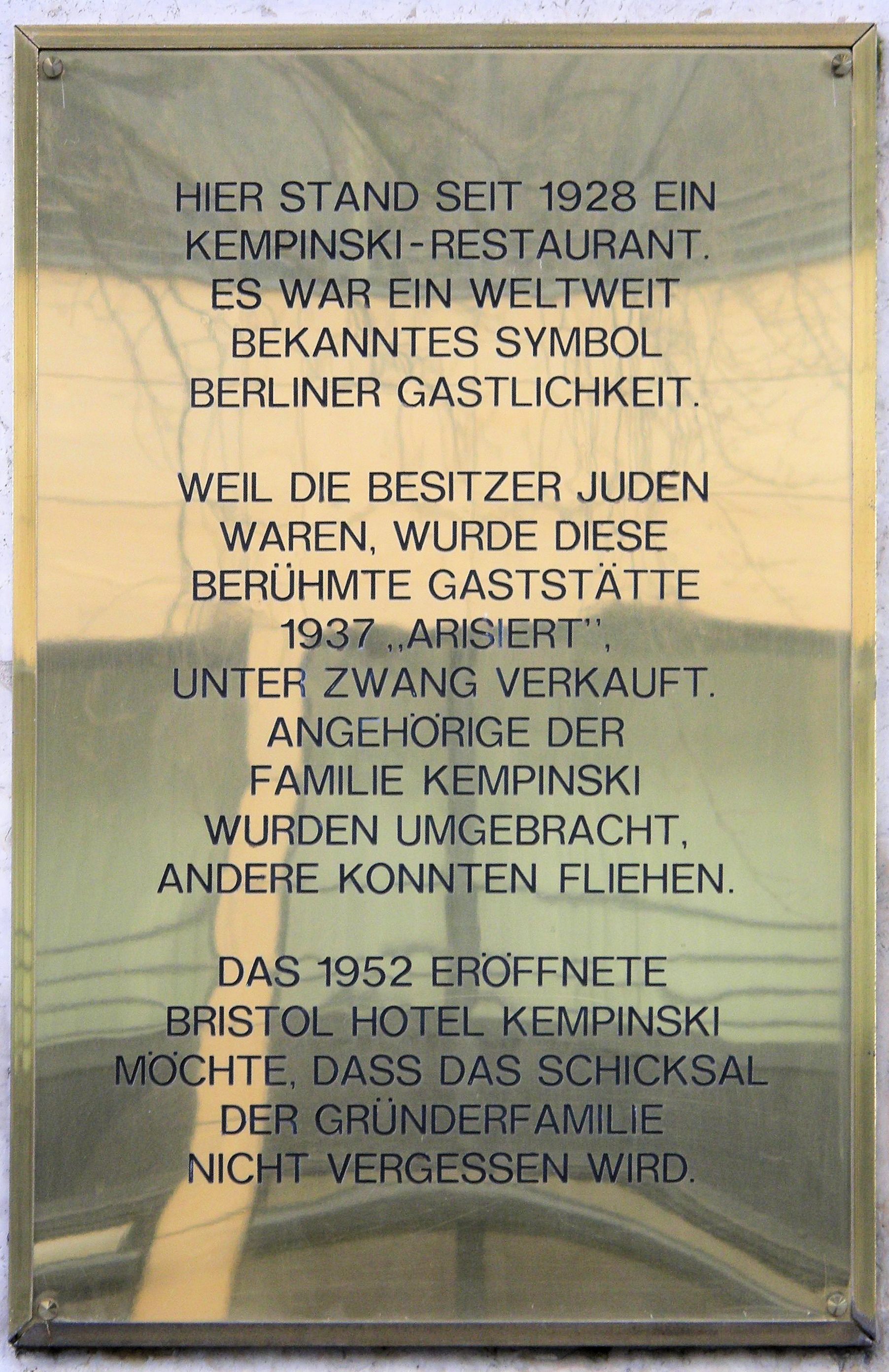
Gedenktafel am Hotel Bristol Berlin

Die Familie Kempinski musste vor den Nationalsozialisten in die USA fliehen. Der Enkel des Firmengründers Berthold Kempinski, Friedrich Unger, kehrte nach dem Krieg nach Deutschland zurück und eröffnete 1952 das damalige Kempinski am Kurfürstendamm. Neben dem Hoteleingang wurde 1994 auf Initiative des Familienangehörigen Fritz Teppich nach jahrelanger Auseinandersetzung mit den Hoteleignern eine Messing-Gedenktafel für die Gründerfamilie in 3,5 Metern Höhe mit folgender Aufschrift angebracht:

„Hier stand seit 1928 ein Kempinski-Restaurant. Es war ein weltweit bekanntes Symbol Berliner Gastlichkeit. Weil die Besitzer Juden waren, wurde diese berühmte Gaststätte 1937 ‚arisiert‘, unter Zwang verkauft. Angehörige der Familie Kempinski wurden umgebracht, andere konnten fliehen. Das 1952 eröffnete Bristol Hotel Kempinski möchte, dass das Schicksal der Gründerfamilie nicht vergessen wird.“

Die Forderung der jüdischen Überlebenden der Familie Kempinski, als einen der „Arisierer“ Paul Spethmann zu benennen, der in den 1950er Jahren Vorstandsvorsitzender der Hotelbetriebs-AG war, war von den Hoteleignern abgelehnt worden. Auch die Deportation und Vergasung jüdischer Zwangsarbeiterinnen wurde auf der Tafel nicht erwähnt. Zur Enthüllung wurden die Überlebenden nicht eingeladen. Erst wenig später wurde eine andere alte Forderung erfüllt: von der Fassade des Hotels wurde die zur Zeit des Nationalsozialismus eingeführte sogenannte „Hitlertraube“ entfernt.
Das Hotel Bristol ist über eine die Fasanen- und die Uhlandstraße verbindende Passage mit dem Geschäftshaus Kempinski Plaza verbunden, ein Beispiel für die Öffnung der Hofbereiche von Geschäftsbauten für die Öffentlichkeit in der Berliner City West.

### Kurfürstendamm bis Lietzenburger Straße

#### Fasanenstraße Ecke Kurfürstendamm

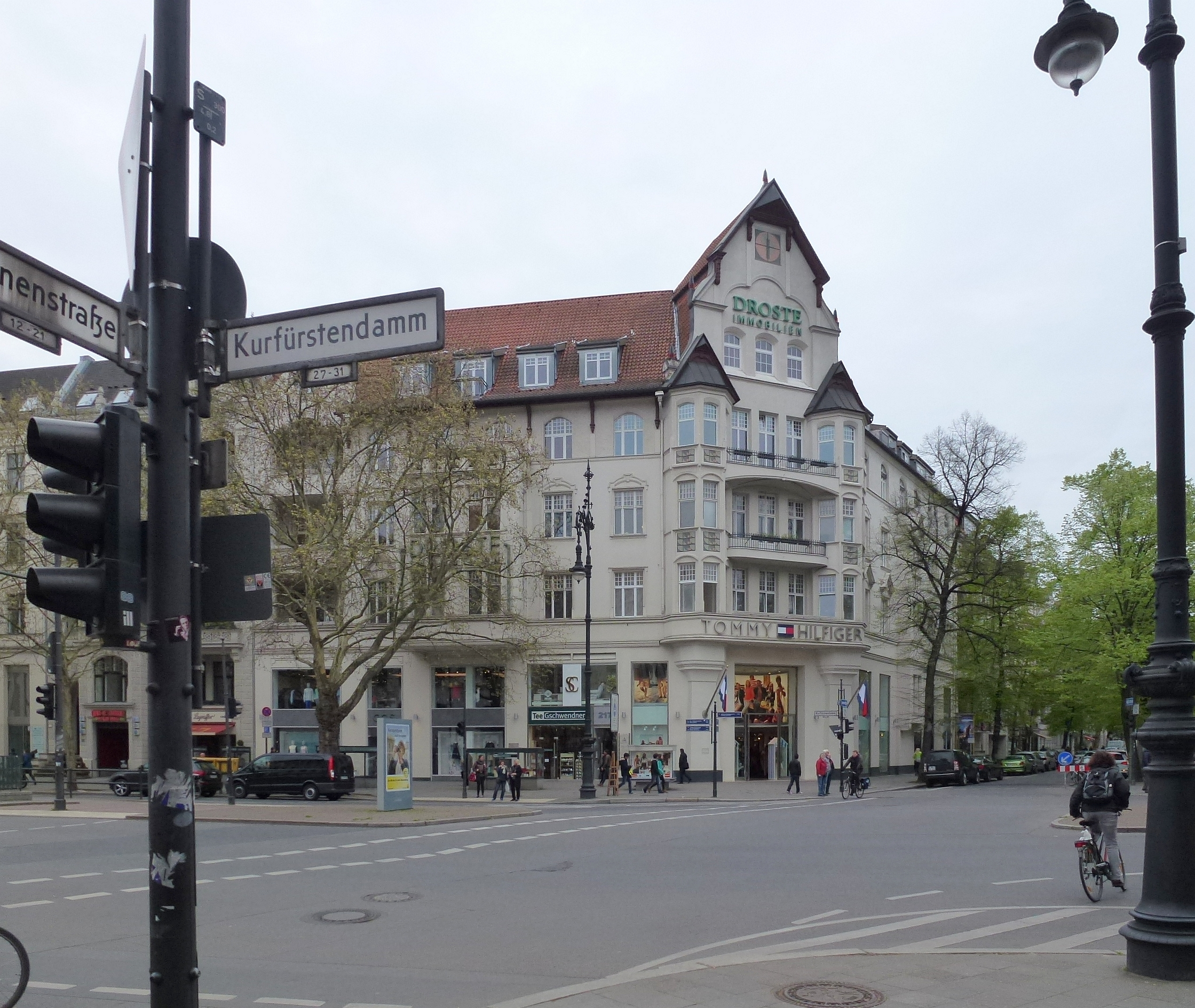
Die Fasanenstraße vom Kurfürstendamm in Richtung Lietzenburger Straße

Durch die abgeschrägten Ecken der flankierenden Gebäude entsteht an der Kreuzung mit dem belebten Kurfürstendamm (Ausgang des U-Bahnhofs Uhlandstraße) eine für diesen Boulevard typische Platzsituation.
Die Berliner Wasserbetriebe haben eine alte Tradition wieder aufgenommen und stellten an der nordöstlichen Ecke der Kreuzung 1985 ihren ersten Trinkbrunnen aus Gusseisen auf. Die in den Sommermonaten ständig sprudelnden blauen Wasserspender sind mittlerweile über die ganze Stadt verteilt und auch in deutschen und ausländischen Städten wie München, Zürich, Linz, Wien und Luxemburg zu finden. Den attraktiven Standort nutzt seit Ostern 2007 auch die Coffeeshop-Kette Starbucks.
Südlich des Kurfürstendamms bis zur Lietzenburger Straße zeigt die Fasanenstraße dann ihre attraktivste Seite mit hochherrschaftlichen Häusern aus der Gründerzeit, dessen besonderer Charakter auch durch eine nächtliche Fassadenbeleuchtung betont wird.

#### Wintergartenensemble

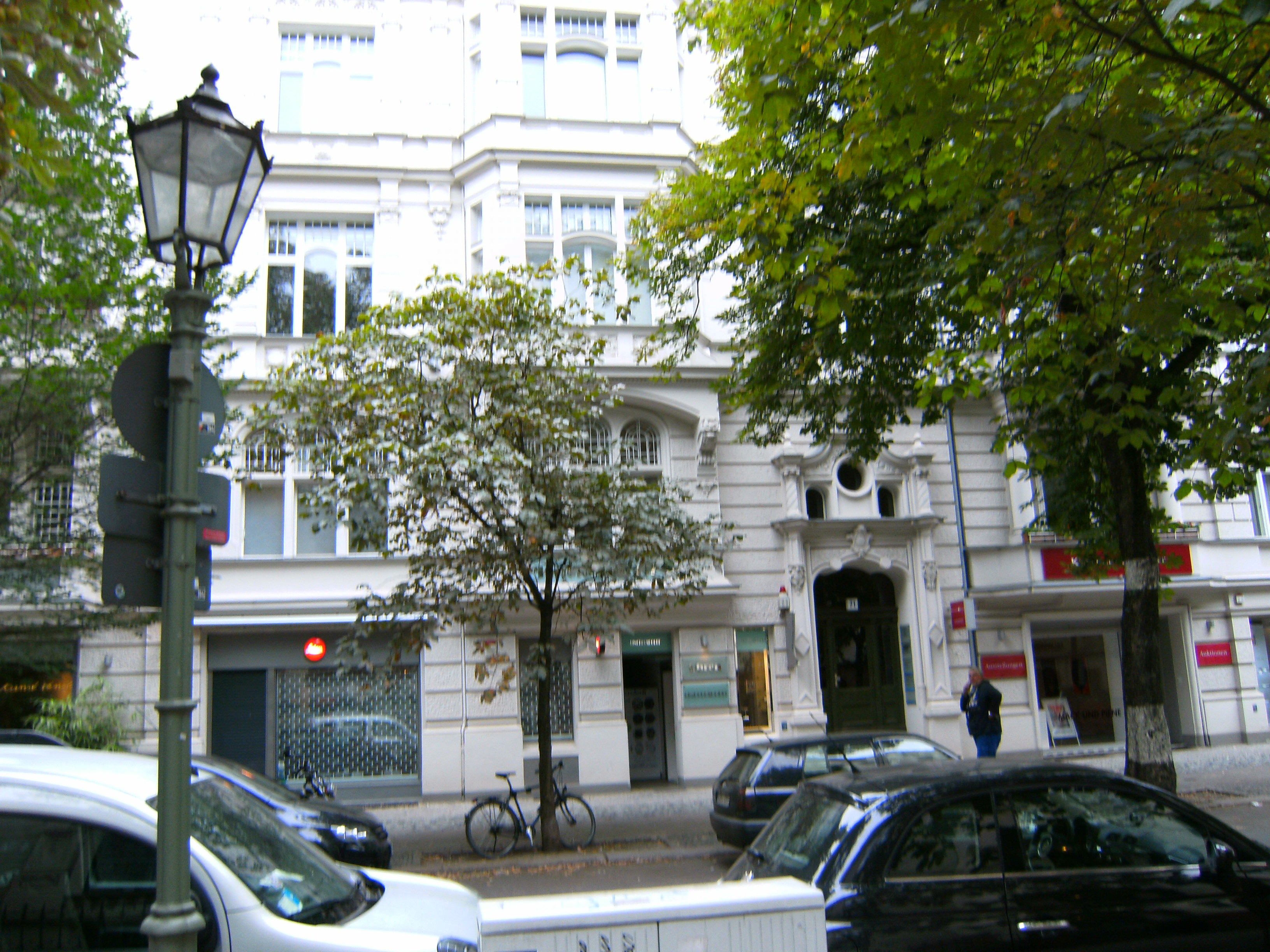
Fasanenstraße 71, gegenüber der Villa Grisebach

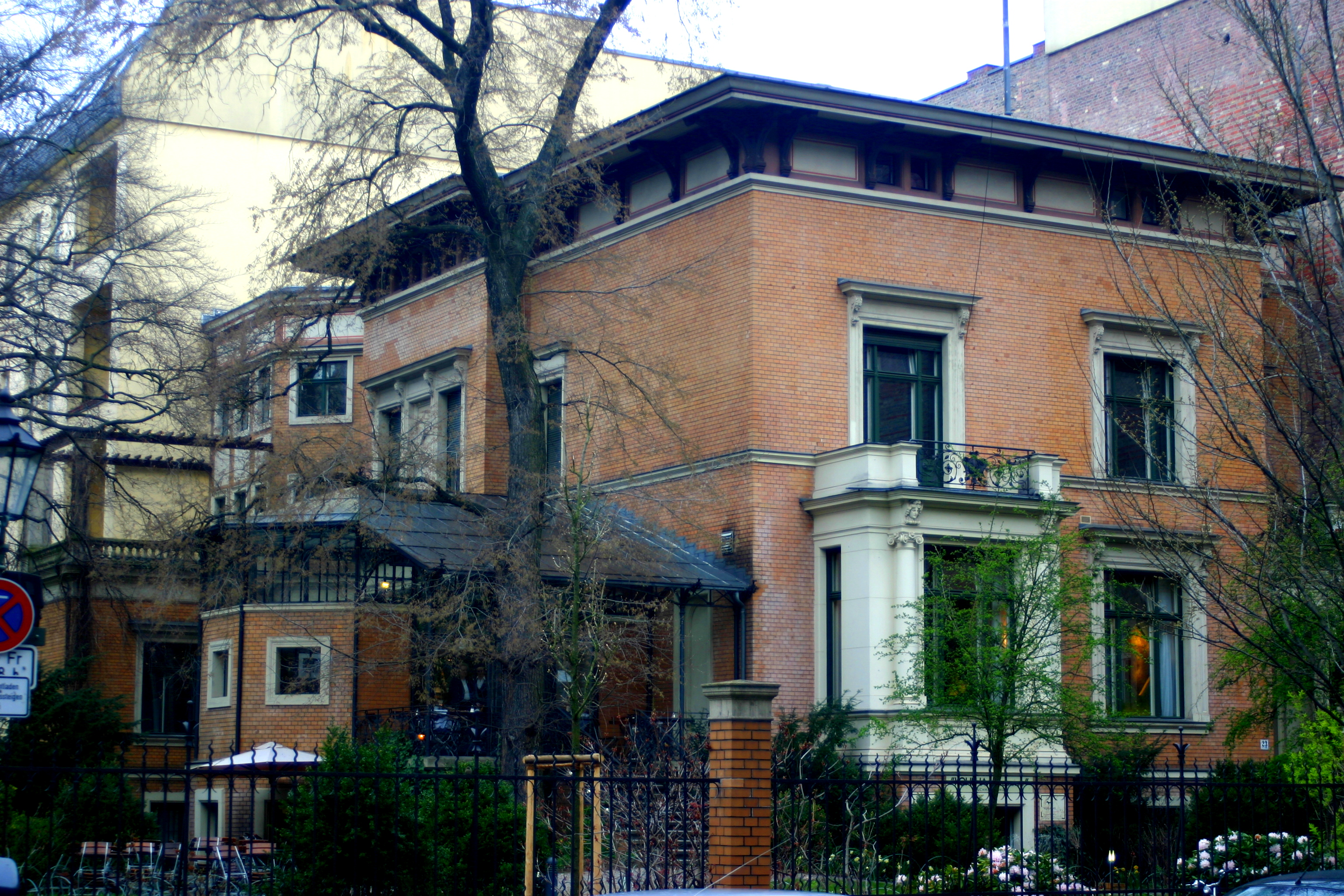
Literaturhaus im Wintergartenensemble

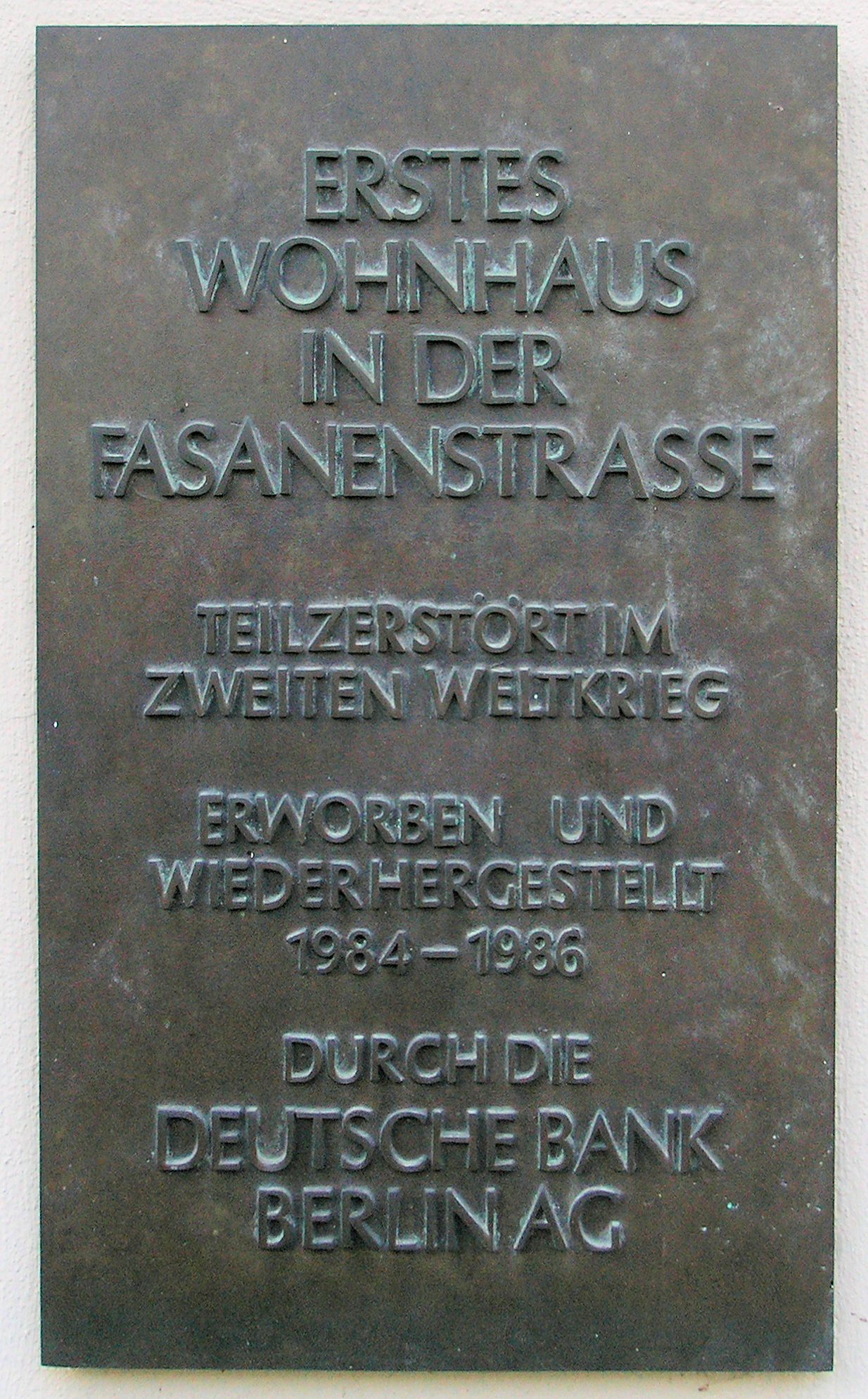
Gedenktafel für das erste Wohnhaus in der Fasanenstraße 24

Prägend für diesen Abschnitt ist das denkmalgeschützte, malerische Wintergartenensemble mit dem Literaturhaus Berlin in der Fasanenstraße 23, dem Käthe-Kollwitz-Museum in der Fasanenstraße 24 und der Villa Grisebach in der Fasanenstraße 25, das sich inmitten gepflegter, miteinander verbundener Stadtgärten mit altem Baumbestand befindet. In dem repräsentativen Umfeld dieser Gebäude, die noch von der ursprünglichen Villenbebauung zeugen, haben sich auch Galerien, Geschäfte, Kanzleien, Arztpraxen, Verlagsniederlassungen, gastronomische Einrichtungen, ein Hotel und zwei Pensionen angesiedelt.

#### Shopping
In den 1980er und 1990er Jahren drängten sich in diesem Teilstück Filialen internationaler Top-Marken wie Chanel, Cartier, Bulgari und Louis Vuitton, die der Fasanenstraße den Ruf einer „Luxusmeile“ einbrachten. Nach dem kontinuierlichen Fortzug dieser Geschäfte an den Kurfürstendamm bis etwa 2005 und einer Phase hohen Leerstandes wurde dieser Bereich der Straße durch Standortmarketing in Zusammenarbeit der Vermieter mit einer Makleragentur neu positioniert: Als „Straße für das Besondere“ mit überwiegend inhabergeführten Geschäften. Allein 15 Neueröffnungen gab es daraufhin auf diesem Abschnitt im Jahr 2006 gemäß einem Artikel der Berliner Zeitung. Mit der Ansiedlung mehrerer Galerien wird auch an eine durch die vergangene „Luxusphase“ beeinträchtigte Tradition der Fasanenstraße als edle Kunst- und Galerienmeile angeknüpft.
Über die Uhland-Fasanen-Passage sowie einen Innenhof mit Restaurant und Geschäften ist die Fasanenstraße in diesem Abschnitt mit der parallel verlaufenden Uhlandstraße verbunden.
Die Fasanenstraße 71 befindet sich gegenüber der Villa Grisebach.

#### Ehemaliges Nelson-Theater
Das imposante Eckgebäude Kurfürstendamm 217 / Fasanenstraße 74 wurde 1895/1896 von den Architekten Heinrich Mittag und Heinrich Seeling errichtet. Es wurde zum Wohnsitz des damals berühmten Violinvirtuosen und -komponisten und Gründers der Berliner Hochschule für Musik, Joseph Joachim. Im Erdgeschoss des Gebäudes befand sich ursprünglich das Restaurant Sanssouci mit angeschlossener Kleinkunst-Bühne. Von 1921 bis 1928 betrieb dort der Komponist und Pianist Rudolf Nelson das bekannte Nelson-Theater, in dem Revuen aufgeführt wurden. Auch Josephine Baker trat dort 1926 mit ihrem berühmten „Bananenröckchen“ auf, bevor sie ihre sensationellen Erfolge in Paris feierte. Damals war die umliegende Gegend Schauplatz eines weltstädtischen Nachtlebens, das zu der Bezeichnung „Goldene Zwanziger“ beitrug und an das heute noch ein etwas zwielichtiger Nachtclub im Nachbargebäude erinnert. 1934 wurde das Nelson-Theater von Rudolph Möhring zum Kino Astor mit zunächst knapp 500 Plätzen umgebaut (weitere Umbauten 1972 und 1993), in dem bis 2002 anspruchsvolle Unterhaltung gezeigt wurde und das auch als Spielort der Retrospektive innerhalb der Internationalen Filmfestspiele in Erinnerung ist. Der Spielbetrieb im Astor war von 1934 bis 2002 ununterbrochen aufrechterhalten worden. Seit der Schließung befinden sich dort die repräsentativen Verkaufsräume eines amerikanischen Modedesigners, in deren Innenraumgestaltung Teile der Kinoarchitektur einbezogen wurden. Der Kinoname Astor lebte im Dezember 2008 mit der luxuriösen Astor Film Lounge am nahegelegenen Kurfürstendamm 225 wieder auf.

#### Prominente Anwohner dieses Abschnitts

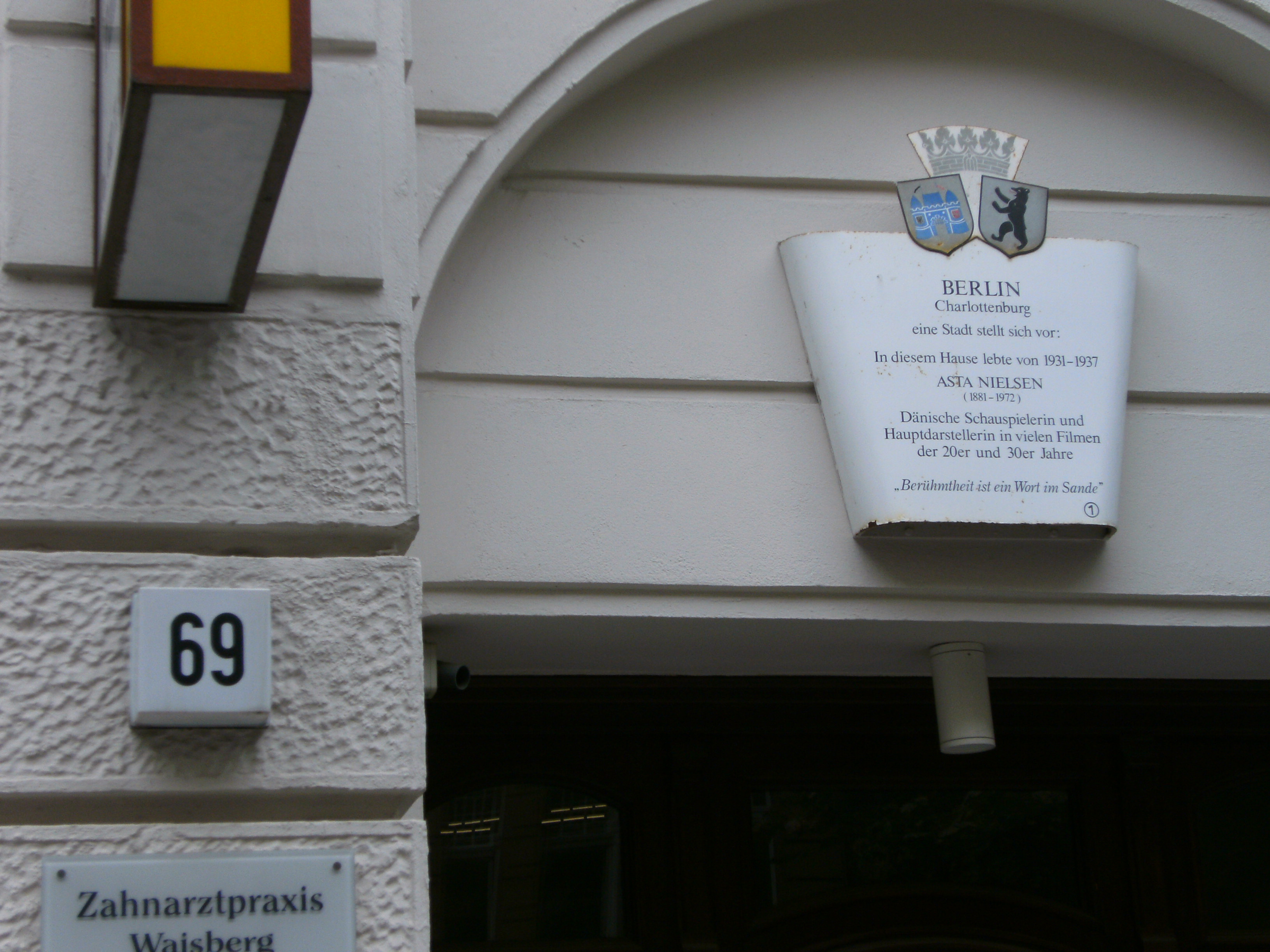
Gedenktafel in der Fasanenstraße 69 für die dänische Stummfilmschauspielerin Asta Nielsen

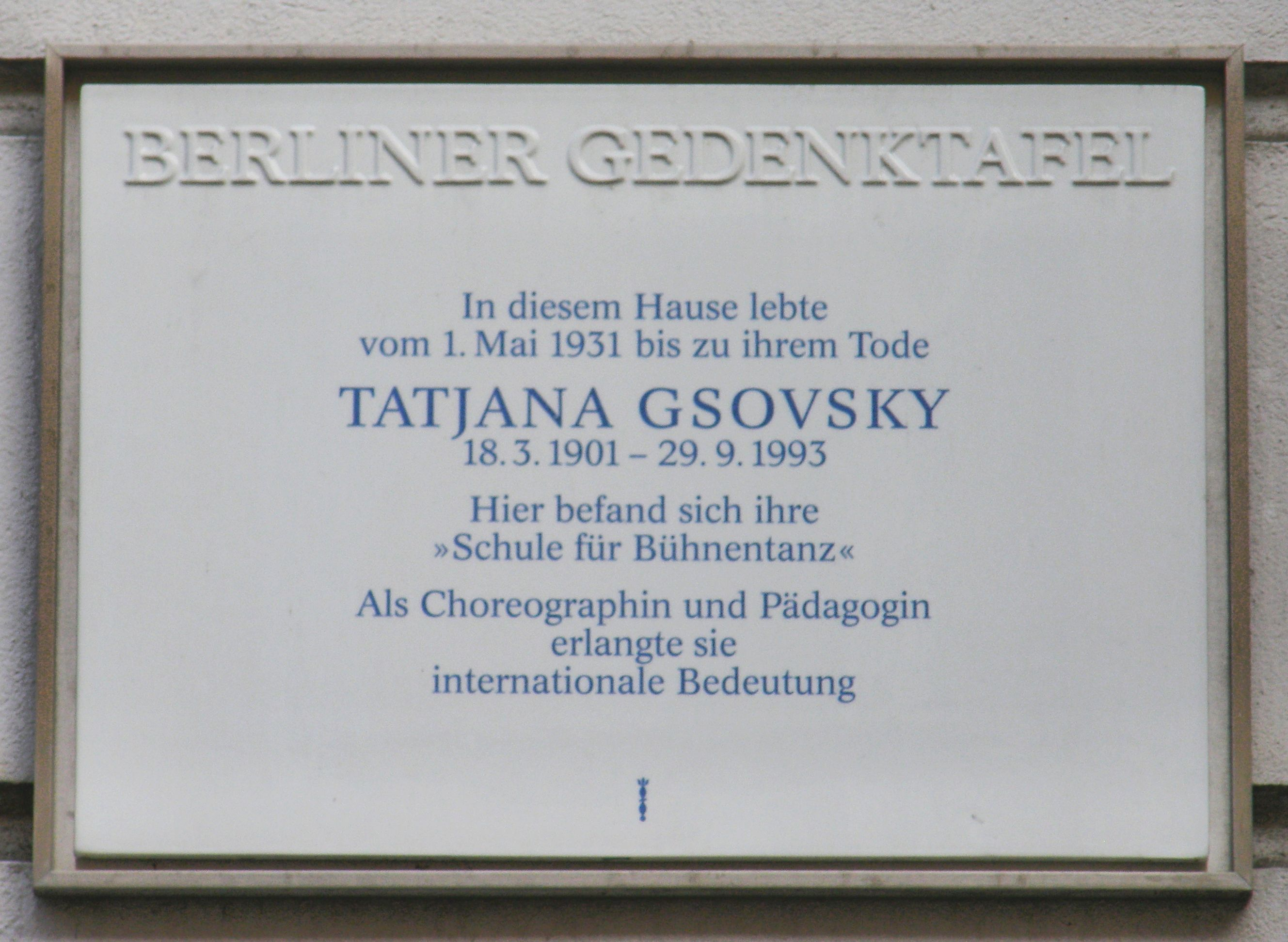
Erinnerungstafel an Tatjana Gsovski am Ort der Ballettschule in der Berliner Fasanenstraße 68

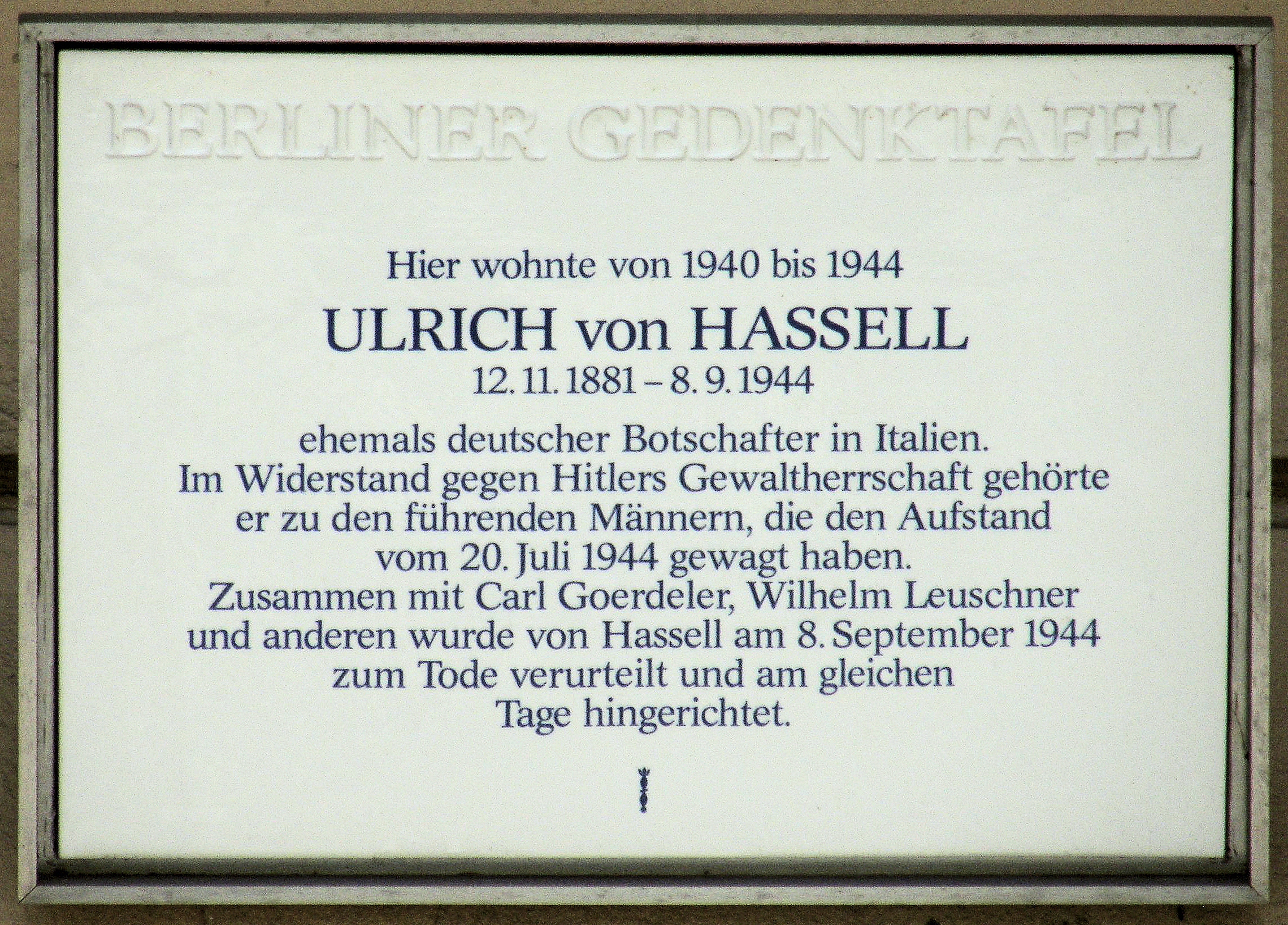
Gedenktafel in der Fasanenstraße 28 an Ulrich von Hassell, Widerstandskämpfer in der Zeit des Nationalsozialismus

In der Fasanenstraße 69 (Gedenktafel) lebte zwischen 1931 und 1937 die dänische Stummfilm-Schauspielerin und Hauptdarstellerin in vielen Filmen der 1920er und 1930er Jahre Asta Nielsen, in deren ehemaliger Wohnung sich heute eine Pension befindet. Im Nachbarhaus Fasanenstraße 68 (Gedenktafel) lebte ab 1931 die berühmte und vielfach ausgezeichnete russische Tänzerin, Choreografin und Tanzpädagogin Tatjana Gsovsky, die in diesem Haus auch eine eigene Schule betrieb.
Am Haus Fasanenstraße 28 erinnert eine Gedenktafel (Porzellantafel der KPM) an den Politiker und Diplomaten Ulrich von Hassell, der hier von 1940 bis 1944 wohnte. Er gehörte zu den führenden Männern des Attentats vom 20. Juli 1944. Am 8. September 1944 wurde von Hassell zusammen mit anderen Angeklagten zum Tode verurteilt und am selben Tage hingerichtet.
Am Haus Fasanenstraße 72 wurde im September 2008 eine Gedenktafel für den aserbaidschanisch-deutschen Schriftsteller sowie Russland- und Orientexperten Essad Bey enthüllt, der von 1922 bis 1932 in Berlin im Exil lebte und an seinem Erstlingswerk Öl und Blut im Orient schrieb. Größere Bekanntheit erlangte er später durch seinen Bestseller-Roman Ali und Nino, den er in Wien unter dem Pseudonym „Kurban Said“ verfasst hatte.
Im Haus Fasanenstraße 26 wohnte der spätere Papst Pius XII. (bürgerlich: Eugenio Pacelli) in der früheren Wohnung des Architekten Wilhelm Martens nach seiner Ernennung zum päpstlichen Nuntius im Deutschen Reich im Jahr 1920.
Im südwestlichen Eckgebäude zum Kurfürstendamm 216 führte der obskure Theo Morell ab 1918 – teils durch Vertreter – eine Praxis, bis er 1936 Leibarzt von Adolf Hitler wurde.
Im gegenüber gelegenen südöstlichen Eckgebäude zum Kurfürstendamm schrieb Robert Musil von 1931 bis 1933 an seinem Roman Mann ohne Eigenschaften.
Der Politiker und Rechtsanwalt Gregor Gysi ist aktuell (Stand: 2016) Teilhaber einer – in diesem Abschnitt gegenüber dem Wintergarten-Ensemble gelegenen – Kanzlei.

### Lietzenburger Straße bis Fasanenplatz

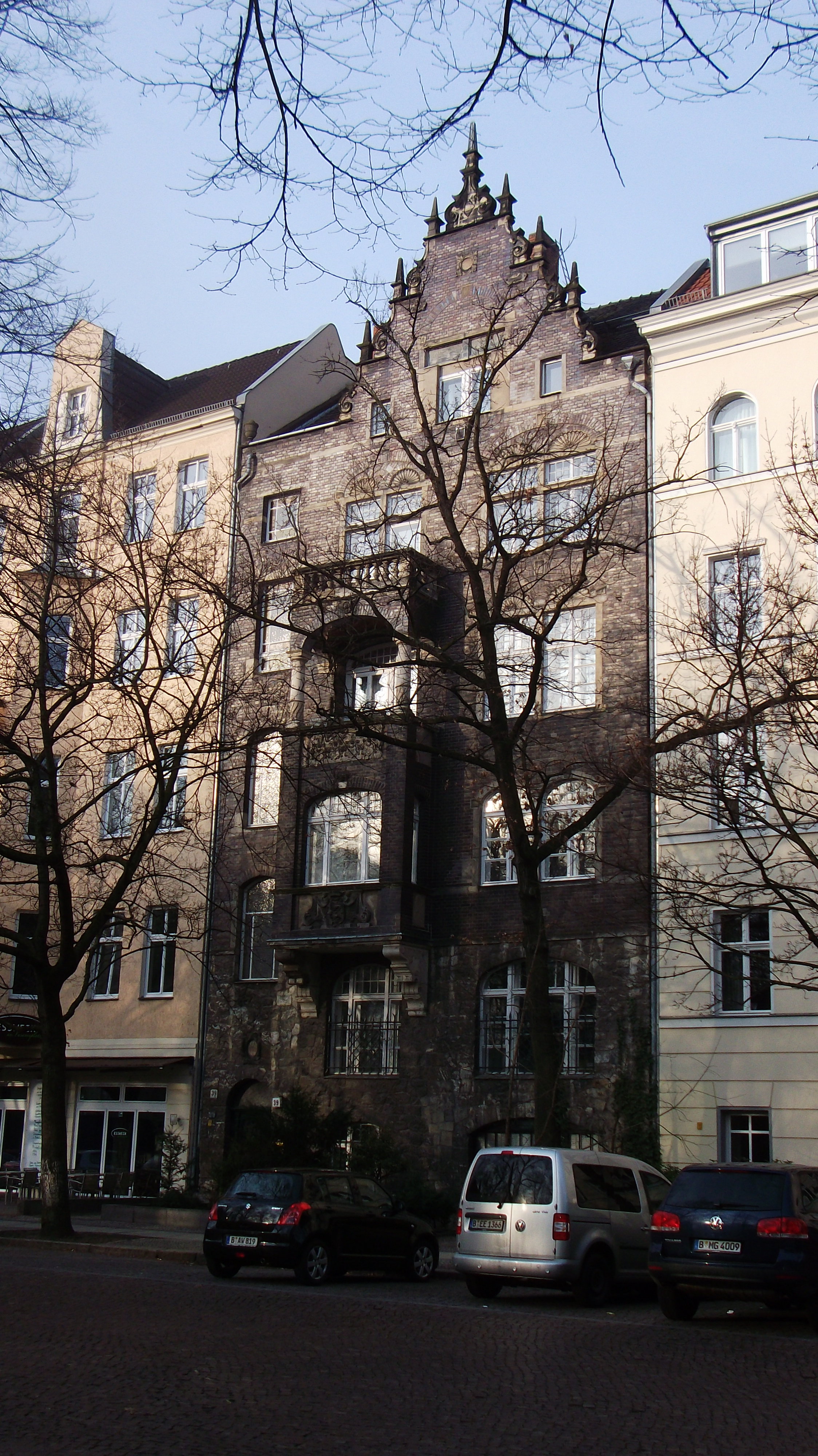
Haus Fasanenstraße 39

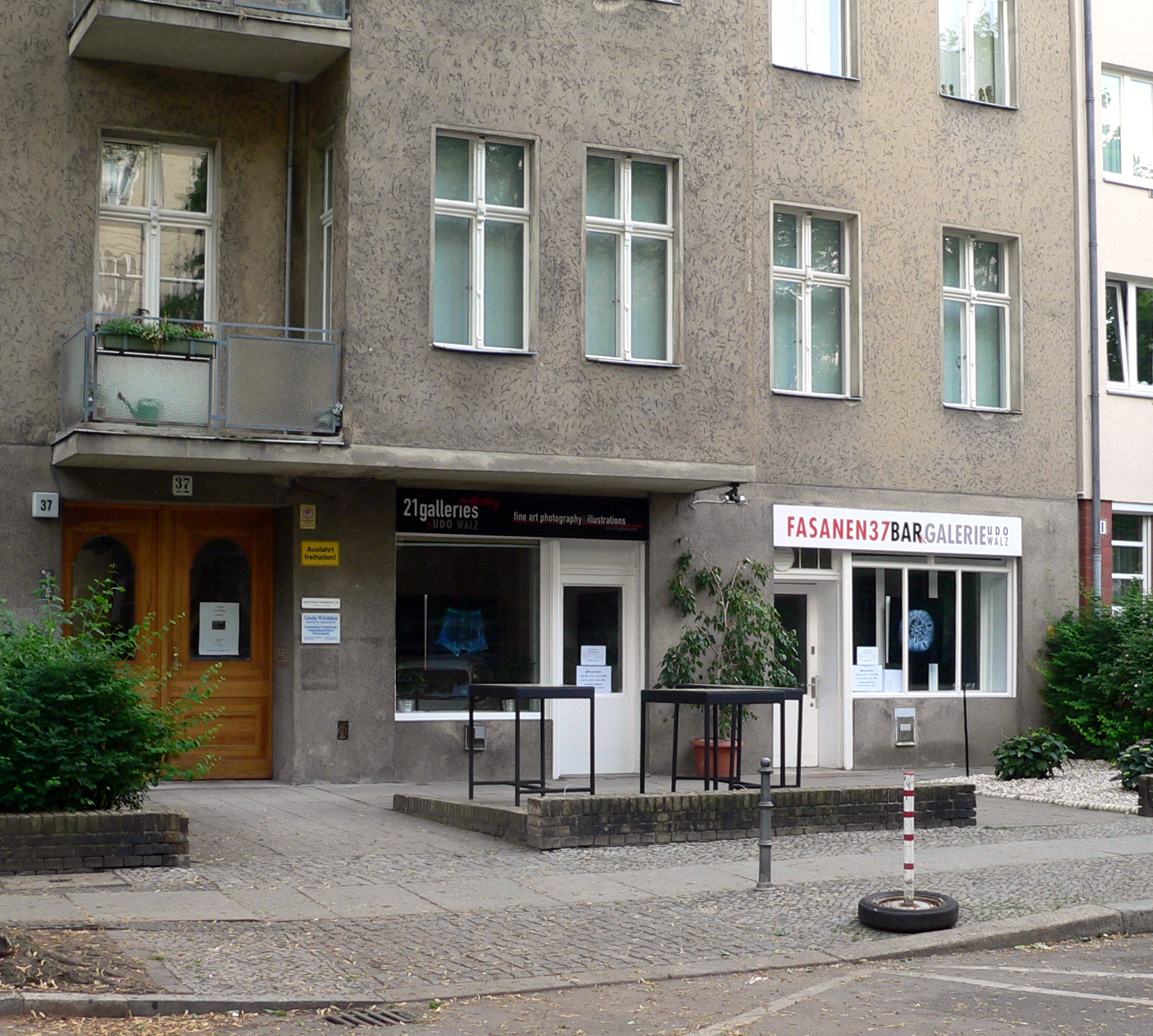
Ehemalige Galerie Bremer

Von 1955 bis 2005 war die 1946 von Anja Bremer gegründete Galerie Bremer in der Fasanenstraße 37 – ab 1985 unter der Leitung ihres Lebensgefährten, des Galeristen und Barkeepers Rudolf van der Lak – ein kultureller Treffpunkt, in dem fünf Jahrzehnte lang West-Berliner Kunstgeschichte geschrieben wurde. Eine Besonderheit war die von dem Architekten und damaligen Stadtbaudirektor Hans Scharoun 1955 entworfene Bar, die heute eingelagert ist.
Das Haus Fasanenstraße 39 mit dem Giebel im „Bremer Stil“ wurde 1902 von dem Architekten Hans Grisebach nach Plänen des Bauherrn Richard Cleve, der auch vorzugsweise in den Niederlanden zusammengetragenen Bauteile wie Reliefs, Erker und Säulen in die Fassade mit einbauen ließ, errichtet. Durch die heutige Haupteingangstür aus dem vor 1900 an gleicher Stelle befindlichen Haus Gravelottestraße 9 ging der junge Gerhart Hauptmann einst ein und aus. Dieser hatte sich bereits 1900 durch Grisebach im heute polnischen Agnetendorf ein kleines Schloss bauen lassen.

### Fasanenplatz

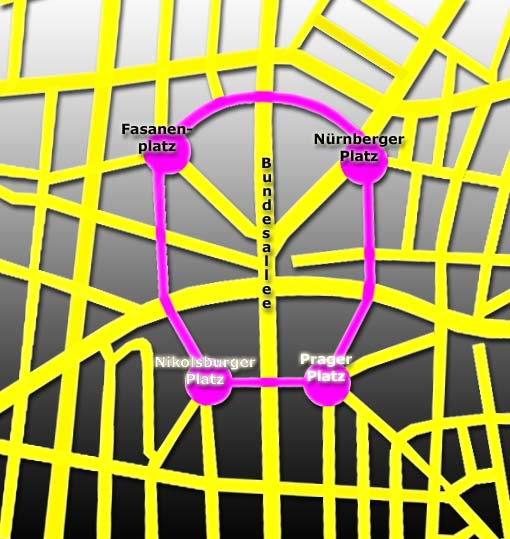
Die historische Carstenn-Figur im aktuellen Stadtplan: Links oben der Fasanenplatz

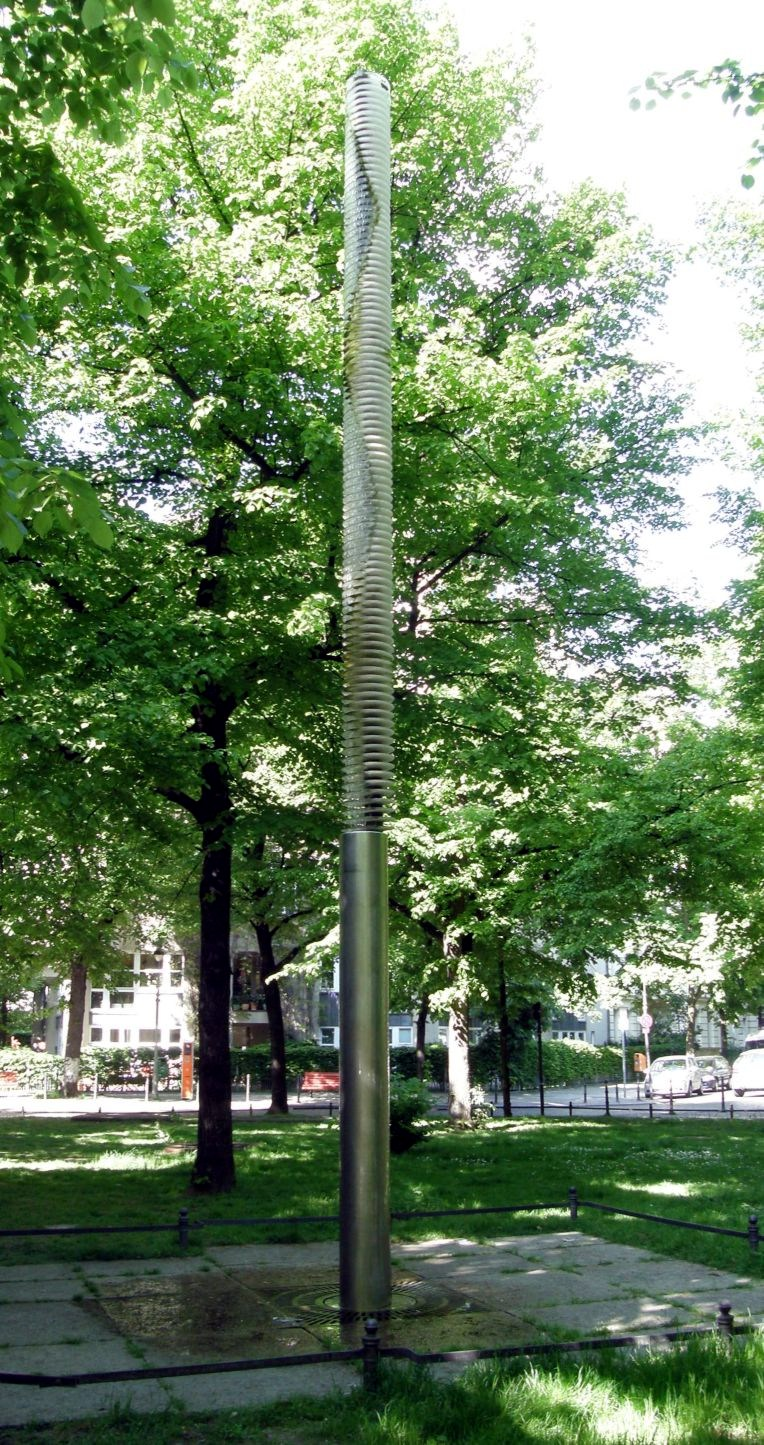
Brunnensäule auf dem Fasanenplatz

Jenseits der vielbefahrenen Lietzenburger Straße zeigt sich rund um den begrünten Fasanenplatz (Brunnensäule 1987 von Rolf Lieberknecht, Kita im ehemaligen Lehrerhaus des Joachimsthalschen Gymnasiums), auf den auch die Schaperstraße, die Ludwigkirchstraße und die Meierottostraße zulaufen, noch einmal Bürgerlichkeit von ihrer attraktivsten Seite mit schönen Fassaden, viel Grün, Restaurants, Galerien und Geschäften. Vom Fasanenplatz sind es nur wenige Schritte bis zum Gebäude der ehemaligen Freien Volksbühne (heute: Haus der Berliner Festspiele, 1962/1963; Architekt: Fritz Bornemann) und dem Spiegelzelt der Bar jeder Vernunft (Kabarett und Varieté) in der Schaperstraße 24.

### Fasanenplatz bis Pariser Straße

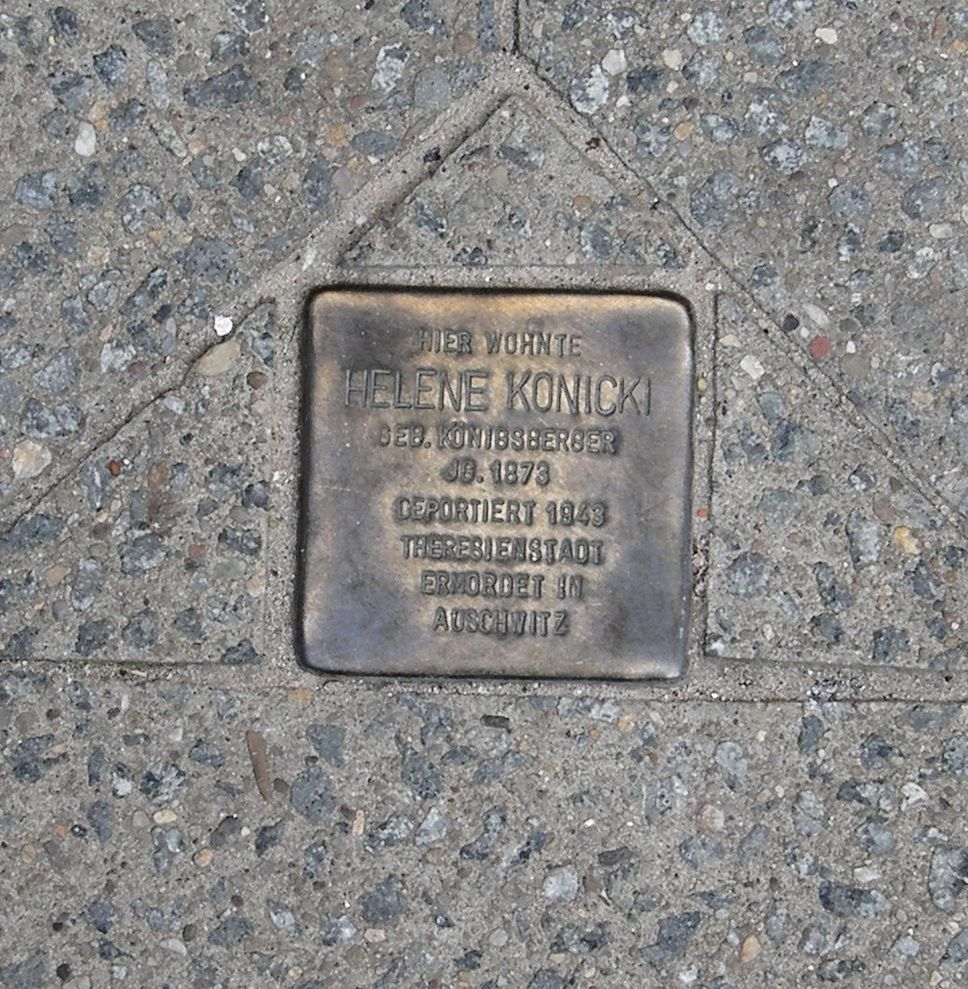
Stolperstein vor dem Haus Nr. 60

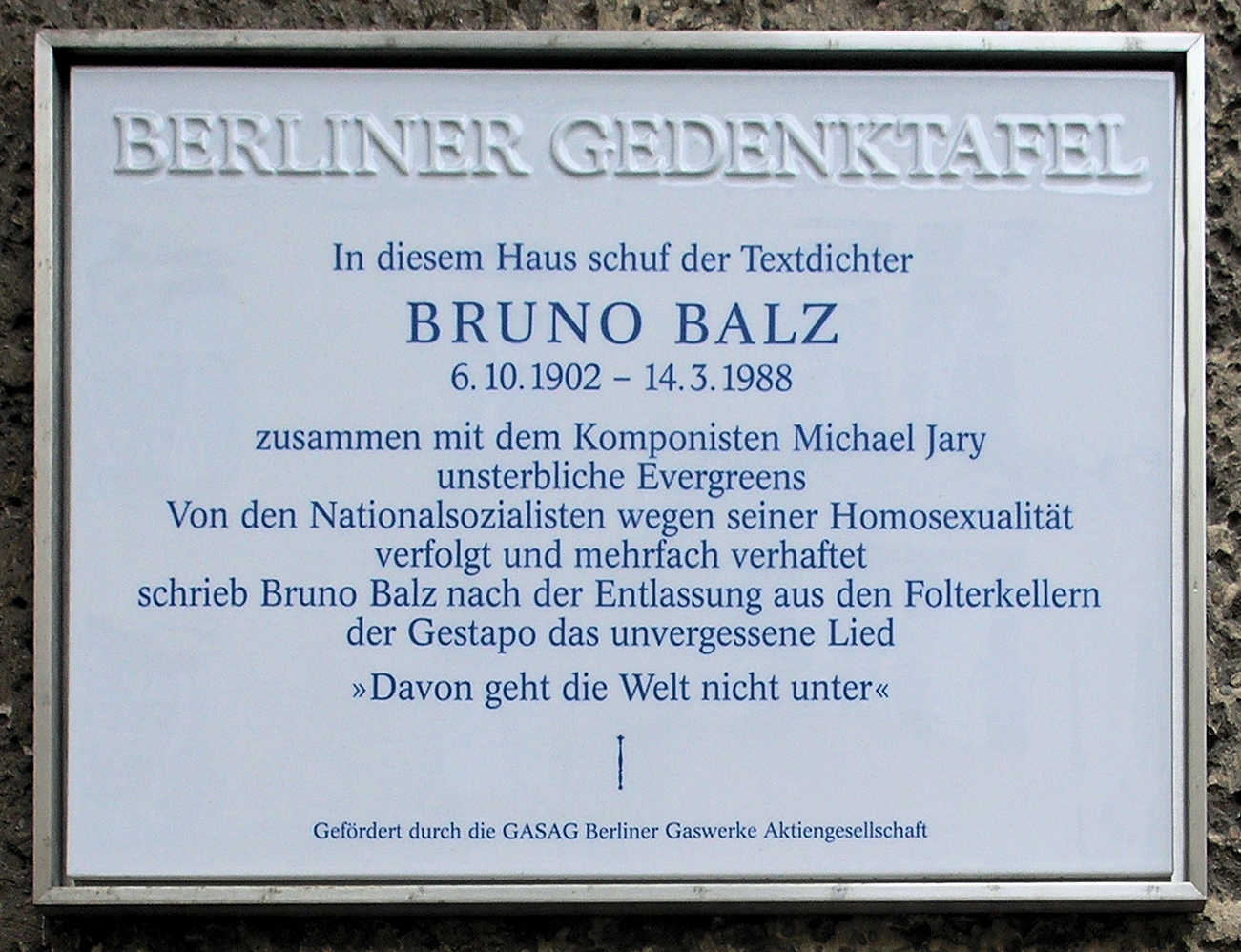
Gedenktafel für Bruno Balz, Schlagerkomponist (Evergreens) in der ersten Hälfte des 20. Jahrhunderts

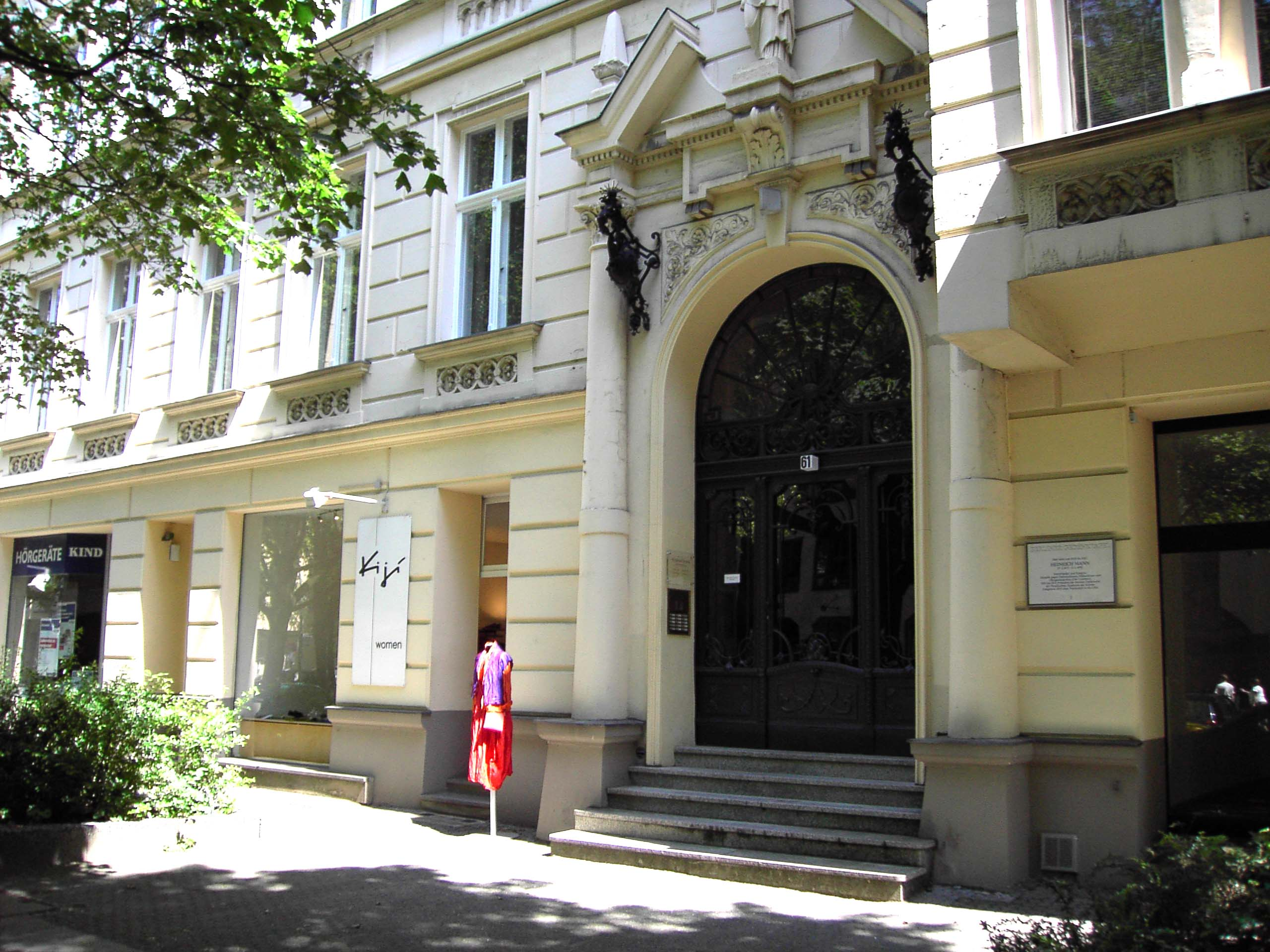
Wohnhaus von Heinrich Mann, Fasanenstraße 61

Der südlichste Teil der Fasanenstraße ein wenig unterhalb des Fasanenplatzes bis zum Hohenzollerndamm/Hohenzollernplatz, der noch einmal von der Pariser Straße gekreuzt wird, nimmt dann den unspektakulären Charakter einer normalen Wilmersdorfer Wohnstraße an.
Am prachtvollsten Gebäude des Platzes (Fasanenstraße 61) aus der Gründerzeit erinnert eine Berliner Gedenktafel an Heinrich Mann, der hier (in der damaligen Gravelotter Straße) von 1932 bis zu seiner Emigration 1933 lebte. Der damalige Präsident der Sektion Dichtkunst der Preußischen Akademie der Künste suchte gern die angesagten Nachtlokale in der Nähe auf, wo er auch die Bardame Nelly Kröger kennenlernte, die ihm später ins Exil folgte und die er 1939 in Nizza heiratete.
Am Nachbargebäude, Fasanenstraße 60 befinden sich zwei weitere Gedenktafeln, die am 21. Mai 2008 enthüllt wurden. Sie erinnern an Bruno Balz und Michael Jary. Zusammen, Balz zuständig für den Text und Jary für die Musik, schufen die beiden Künstler zahlreiche noch heute bekannte Schlager und Evergreens, wie zum Beispiel Das kann doch einen Seemann nicht erschüttern, Ich weiß, es wird einmal ein Wunder gescheh’n oder Davon geht die Welt nicht unter.
An eine weitere Bewohnerin des Hauses Fasanenstraße 60 erinnert der vor dem Eingang in das Pflaster eingelassenen Stolperstein. Eine jüdische Bewohnerin des Hauses, Helene Konicki, wurde von den Nationalsozialisten 1943 in das Konzentrationslager Theresienstadt deportiert und im folgenden Jahr in Auschwitz ermordet.
Die nächste Berliner Gedenktafel befindet sich bereits am Haus Fasanenstraße 58. Sie erinnert an Rudolf Breitscheid, der hier von 1904 bis 1932 lebte. Der SPD-Politiker, Reichstagsabgeordneter und preußische Innenminister wurde 1940 vom französischen Vichy-Regime an die Gestapo ausgeliefert und kam bei einem Luftangriff im KZ Buchenwald um.
Im Hinterhaus des Gebäudes Fasanenstraße 58 wohnte von 1907 bis 1909 der dänische Schriftsteller Herman Bang, nachdem er aus Angst, in seinem Heimatland in einen Sittlichkeitsskandal verwickelt zu werden, aus Dänemark geflüchtet war.
Einen interessanten architektonischen Kontrast zu den Altbauten bildet die IBA-Wohnbebauung auf der anderen Seite des Platzes (Fasanenstraße 62, 1980–1984; Architekt: Gottfried Böhm), ein siebengeschossiges Gebäude mit betont vertikaler Gliederung durch sechs turmartige, überkuppelte Erker über massiven Betonsäulen.

### Pariser Straße bis Hohenzollerndamm

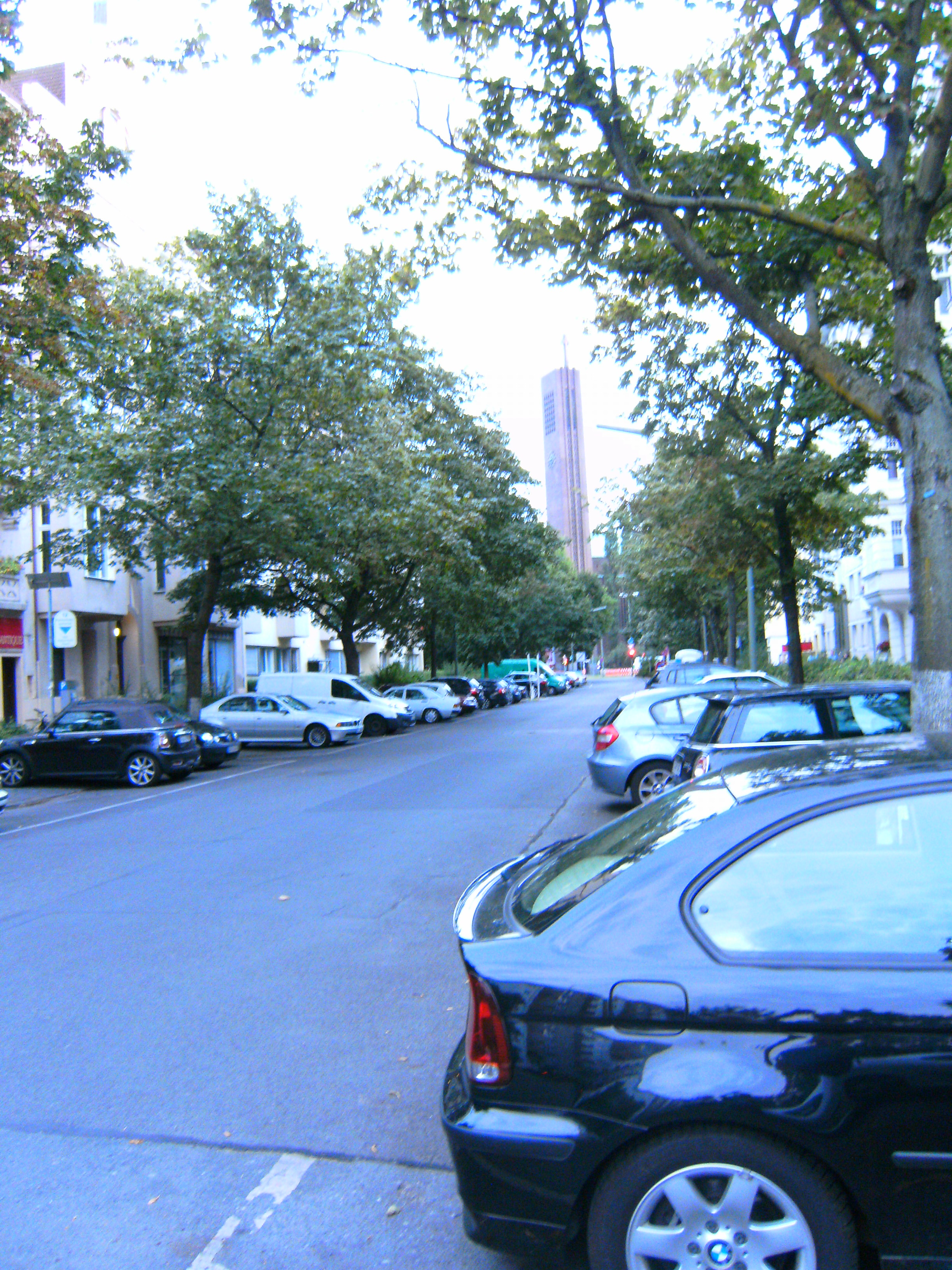
Fasanenstraße zwischen Pariser Straße und Hohenzollerndamm. In der Ferne der Kirchturm der Kirche am Hohenzollernplatz.

Dieses Teilstück bildet zugleich die westliche Begrenzung der sogenannten Carstenn-Figur, einer regelmäßigen städtebaulichen Struktur, die 1870 von Johann Anton Wilhelm von Carstenn-Lichterfelde geplant und nach ihm benannt wurde und die sich in ähnlicher Form weiter südlich in Friedenau wiederholt.
Hinter dem Ende der Fasanenstraße ragt auf die aus dunkelrotem Klinker erbaute evangelische Kirche am Hohenzollernplatz (1931/1932, Architekten: Fritz Höger und Ossip Klarwein), deren mächtige und eindrucksvolle Gestalt den deutschen Expressionismus widerspiegelt.

## Radverkehr
Für 2019 wurde der Bau eines geschützten Radwegs auf Abschnitten der Fasanenstraße geplant.